# Prenzlau

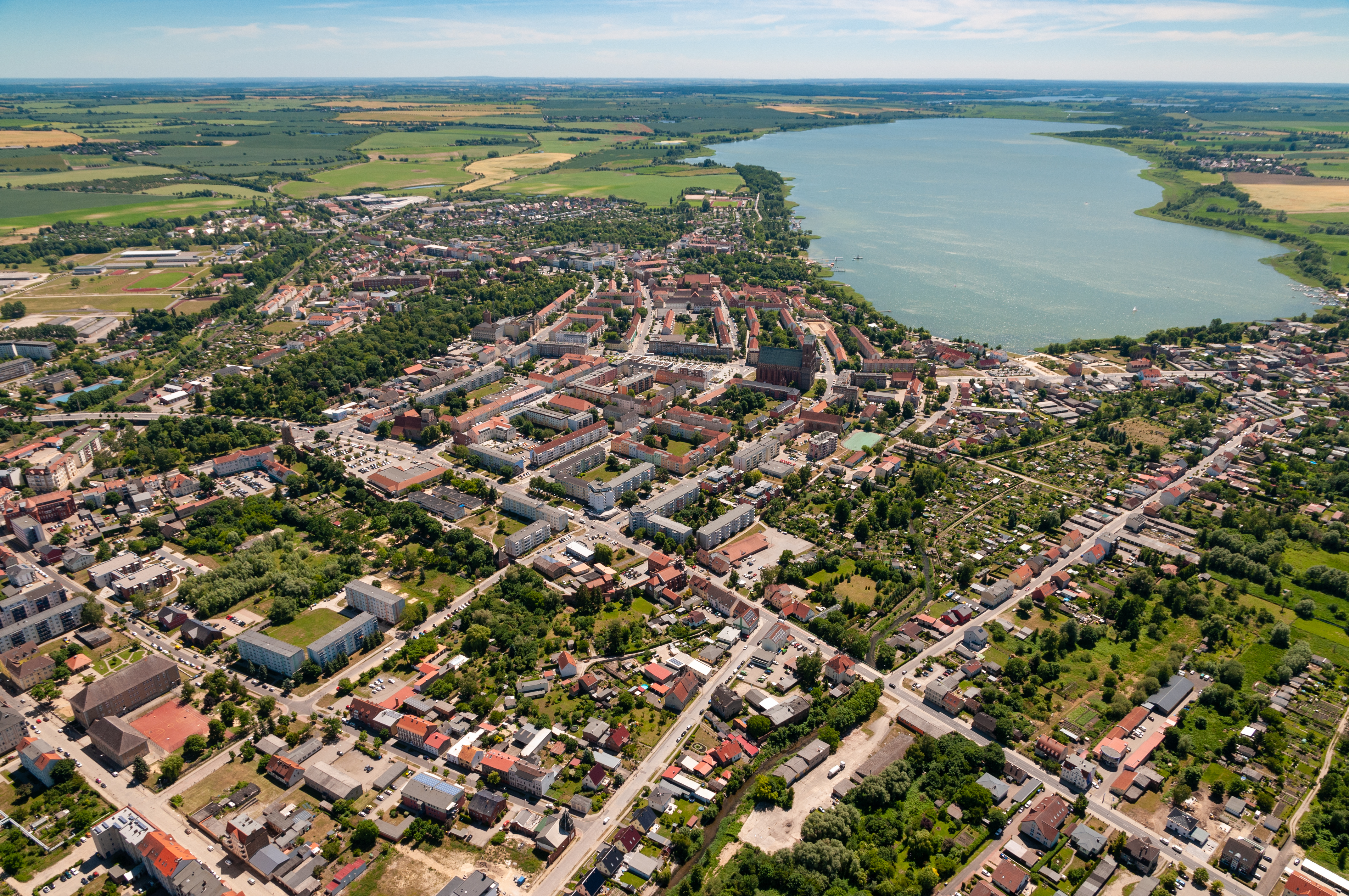
Stadtansicht

Prenzlau (niederdeutsch Prentzlow) ist die Kreisstadt und der Verwaltungssitz des nordbrandenburgischen Landkreises Uckermark, eines der Mittelzentren in Brandenburg. Prenzlau ist Garnison der Bundeswehr und historischer Hauptort der Landschaft Uckermark. Es zählte im Mittelalter neben Berlin-Cölln, Frankfurt (Oder) und Stendal zu den vier größten Städten der Mark Brandenburg.

## Herkunft und Schreibweise des Ortsnamens
Der Ortsname ist slawischen Ursprungs und bedeutet „Siedlung eines Mannes namens Premyslaw“. Zwischen dem 15. bis zum Ende des 19. Jahrhunderts gibt es Belege sowohl für die Schreibweise Prentzlau/Prenzlau als auch für Prentzlow/Prenzlow/Prenzlo.
Prentzlow wird heute auch als offizielle Schreibung auf Niederdeutsch verwendet, so z. B. auf der Bahnhofsbeschilderung.

## Geographie
Die Stadt liegt etwa 100 km nördlich von Berlin und 50 km westlich von Stettin (Polen). In Prenzlau verlässt der Fluss Ucker den Unteruckersee (größter der zahlreichen Uckermärkischen Seen) auf dem Weg nach Norden Richtung Ostsee in das Stettiner Haff. Das Stadtgebiet grenzt im Südwesten an den Naturpark Uckermärkische Seen, und im Süden schließen sich die beiden größten Seen der Uckermark an die Stadt Prenzlau an: der Unteruckersee und der im Biosphärenreservat Schorfheide-Chorin liegende Oberuckersee.

## Stadtgliederung

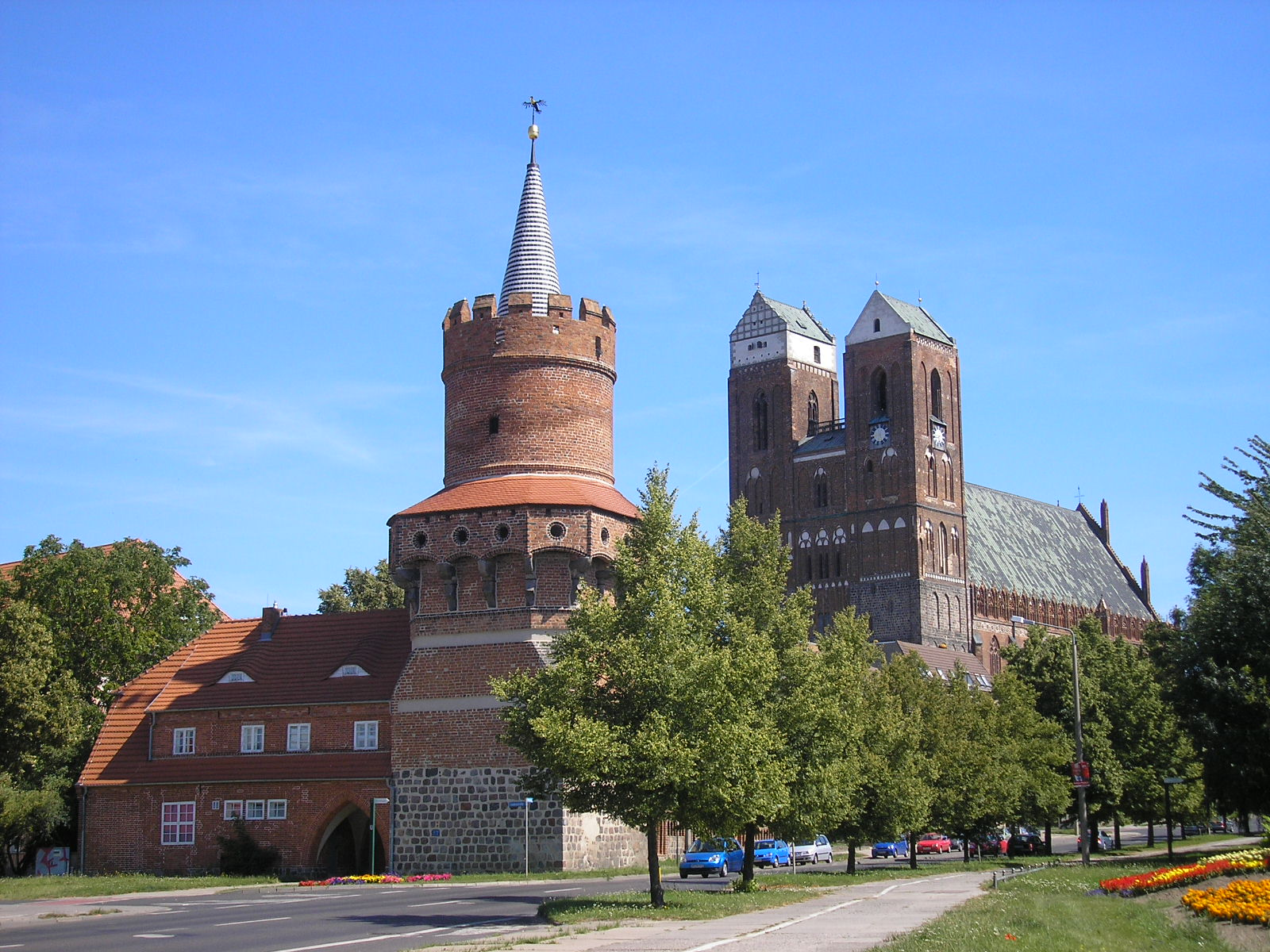
Der Mitteltorturm und die Marienkirche bilden gemeinsam die bekannteste Stadtansicht Prenzlaus

Zur Stadt Prenzlau gehören laut ihrer Hauptsatzung folgende Ortsteile:
- Alexanderhof (mit den Wohnplätzen Bündigershof und Ewaldshof)
Urkundliche Ersterwähnung 1840; amtlich bestätigt 1843.
- Blindow
1269 urkundliche Ersterwähnung in Daniel de Blingowe. Bereits 1298 als Ort Blingow nachgewiesen. Für die Jahre 1337 mit Blingowe und 1375 mit Blyngow finden sich weitere urkundliche Erwähnungen. Ab 1786 dann kontinuierlich die Schreibweise Blindow.
- Dauer
- Dedelow (mit den Wohnplätzen Ellingen und Steinfurth)
Urkundlich erstmals erwähnt als in Dedelow 1320.
- Güstow (mit dem Wohnplatz Mühlhof)
- Klinkow (mit dem Wohnplatz Basedow)
- Schönwerder
- Seelübbe (mit den Wohnplätzen Augustenfelde, Dreyershof und Magnushof)
erstmals 1262 in einer Urkunde von Papst Urban IV. erwähnt, der dem Nonnenkloster Prenzlau den Jahreszins von 1 Hufe im Dorfe Seelübbe (Scelube) bestätigte.

sowie die Wohnplätze
- Stegemannshof
- Wollenthin.

Die ehemals selbstständigen Gemeinden Dedelow, Klinkow, Güstow, Schönwerder, Dauer und Blindow gehören seit dem 1. November 2001 zur Stadt Prenzlau.

## Geschichte

### Bis zum 19. Jahrhundert

Prenzlau um 1729

Prenzlau 1740

Grundriss der Straßen Prenzlaus 1741

Archäologische Funde belegen, dass das heutige Stadtgebiet seit der jüngeren Steinzeit besiedelt wurde. Nachdem bereits ab dem 7. Jahrhundert verstärkte Siedlungstätigkeiten durch slawische Stämme zu beobachten waren, entwickelte sich das Gebiet im 10. bis 13. Jahrhundert zu einem zentralen Siedlungs- und Burgkomplex. Im 10. bis 12. Jahrhundert stand ein spätslawischer Burgwall westlich der Ucker („Röwenburg“), um den im 11./12. Jahrhundert eine spätslawische Siedlung (im Bereich der heutigen Sabinenkirche) entstand als Vorläufer der pommerschen Stadtgründung. In der 1. Hälfte des 12. Jahrhunderts entstand eine weitere spätslawisch/frühdeutsche Siedlung im Bereich des späteren Franziskanerklosters.
Gegen Ende des 12. Jahrhunderts riefen die Herzöge von Pommern im Rahmen des hochmittelalterlichen Landesausbaus in der Germania Slavica zahlreiche niederdeutsche Siedler in das Gebiet, die neue eigenständige Siedlungen anlegten.
Prenzlau wurde erstmals 1187 durch einen Priester Stephan in Prenzlau (Stephanus sacerdos Prinzlauiensis) als Urkundenzeuge erwähnt. Im Jahr 1188 wurde es als Prenczlau näher beschrieben als Burgort mit Markt und Krug (castrum cum foro et taberna). Zu diesem Ort gehörten auch eine Kirche und eine der drei Münzstätten Pommerns (mit Stettin und Demmin). Prenzlau zeigte sich 1188 also als ein bedeutender Fernhandelsort mit zentralörtlicher Funktion, der 1234 von Herzog Barnim I. (Pommern) zur freien Stadt (civitas libera) nach deutschem Recht, dem damals modernsten Stadtrecht, erhoben wurde. Die Stadtrechtsurkunde enthielt dabei ein Novum, das Doppelsiegel von Herzog Barnim I. – oben ein älteres und unten das Siegel aus der Ausstellungszeit. Für dieses ungewöhnliche Auftreten von zwei Siegeln des gleichen Ausstellers gibt es bislang keine Erklärung.
Der 1234 mit Stadtrecht versehene Zentralort war aus drei Siedlungskernen zusammengewachsen. Der älteste slawische Siedlungskern lag westlich der Ucker um die St.-Sabinen-Kirche. Östlich der Ucker entstand eine wohl kaufmännisch geprägte Siedlung um die Kirche St. Nicolai sowie eine eher agrarisch orientierte Siedlung um St. Jacobi.
Zum Zeitpunkt des Vertrags von Landin 1250 verfügte die Stadt Prenzlau bereits über vier Pfarrkirchen und ein Kloster (Magdalenerinnen), darunter die Marienkirche als erste ostelbische Hallenkirche. Prenzlau war mit sieben Kirchen des Hochmittelalters nach der Doppel- und Domstadt Brandenburg die mit Gotteshäusern am reichsten ausgestattete Bürgerkommune der Mark.

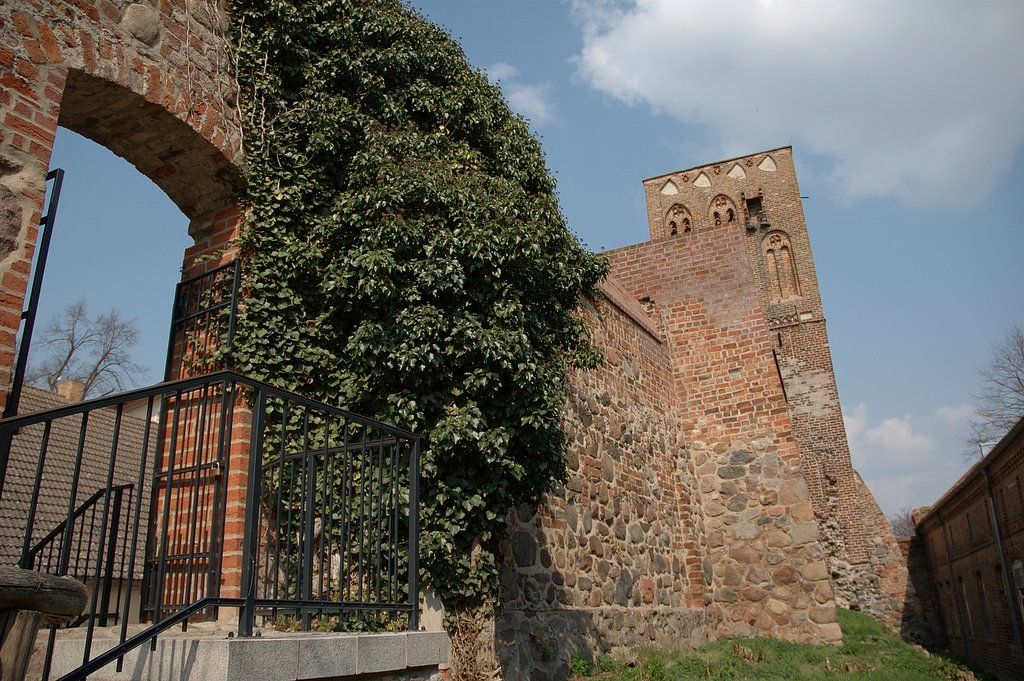
Stadtmauer

Bald nach 1234, noch vor 1250, wurde die Stadt vollständig umwehrt, vermutlich wie zu dieser Zeit üblich, mit Wall, Palisade und Graben. Alle märkischen Städte erhielten Stadtmauern aus Stein frühestens in der zweiten Hälfte des 13. Jahrhunderts, z. B. Prenzlau 1287. Die Stadt bekam Wassermühlen und eine Feldmark von 300 Hufen, die flächenmäßig größte Landausstattung einer Stadt zwischen Elbe und Oder.
Ebenfalls vor 1250 entstand das Magdalenenkloster, vermutlich als Stiftung eines Mitglieds des pommerschen Herrscherhauses. Der zu dieser Zeit im Altreich beliebte Reformorden war in den 1220er Jahren entstanden, um Prostituierten, die nicht heiraten durften, die Möglichkeit zu bieten, vom Bordell ins Kloster zu flüchten. Obwohl auch Frauen aus dem Bürgertum und dem Adel in Magdalenenklöster eintraten, dürfte die Wahl dieses Ordens doch ein Hinweis auf den „großstädtischen“ Charakter Prenzlaus unter den Pommernherzögen sein.
Die unter den Pommernherzögen begründete Vorrangstellung führte dazu, dass Prenzlau seine Zugehörigkeit zur Spitzengruppe der Städte der Mark Brandenburg (mit Berlin/Cölln, Brandenburg, Frankfurt (Oder) und Stendal) nie verlor. Förderlich war vor allem die Einbeziehung in den Handelsraum der Hanse, ohne dass eine Mitgliedschaft Prenzlaus nachweisbar wäre. Prenzlau und Stendal hatten laut dem Landbuch Kaiser Karls IV. im Jahre 1377 [!] eine Landbede von jeweils 500 Mark Silber zu zahlen. Mit deutlichem Abstand folgte die Doppelstadt Brandenburg mit 300 Pfund Silber. Die Askanier setzten die Entwicklungspolitik der Pommernherzöge erfolgreich fort.
Nach dem Aussterben der askanischen Markgrafen von Brandenburg 1320 wechselten mehrfach die landesherrlichen Machtverhältnisse. Im 13./14. Jahrhundert erlebte Prenzlau seine Blütezeit. Im Jahr 1426 kam die Stadt unter den Hohenzollern wieder unter brandenburgische Herrschaft.
Sehr zu leiden hatte Prenzlau unter dem Dreißigjährigen Krieg und dessen Folgen. Die gesamte Region wurde stark entvölkert und die wirtschaftliche Leistungsfähigkeit befand sich an einem Tiefpunkt. Vom 20. bis 22. Dezember 1632 wurde in der Marienkirche der Leichnam des schwedischen Königs Gustav II. Adolf aufgebahrt. Gegen Ende des 17. Jahrhunderts stieg die Anzahl der Einwohner durch den Zuzug von Hugenotten wieder. Diese belebten durch die Einführung neuer Produktionsmethoden viele Gewerbezweige neu. Weitere Maßnahmen wie intensive Stadtbebauung und die Ausweitung der Postwege sowie ein generelles Erstarken des Handwerks führten zu einer wirtschaftlichen Erholung in der ersten Hälfte des 18. Jahrhunderts.
Einen erneuten Rückschlag erlitt die Stadt jedoch durch den Siebenjährigen Krieg. Prenzlau war bereits im 17. Jahrhundert zur Garnisonsstadt erklärt worden, und militärische Bauten prägten das Stadtbild immer stärker. Im Vierten Koalitionskrieg kapitulierte der preußische General Hohenlohe bei Prenzlau am 28. Oktober 1806 mit seiner 12.000 Mann starken restlichen Armee gegenüber der französischen Armee. Von 1806 bis 1812 hatte Prenzlau unter französischer Besetzung und hohen Kontributionslasten zu leiden.
Mitte bis Ende des 19. Jahrhunderts wanderten einige Prenzlauer nach Australien aus und gründeten dort einen neuen Ort namens Prenzlau (Queensland). Er liegt ca. 70 km westlich von Brisbane.

### 20. und 21. Jahrhundert

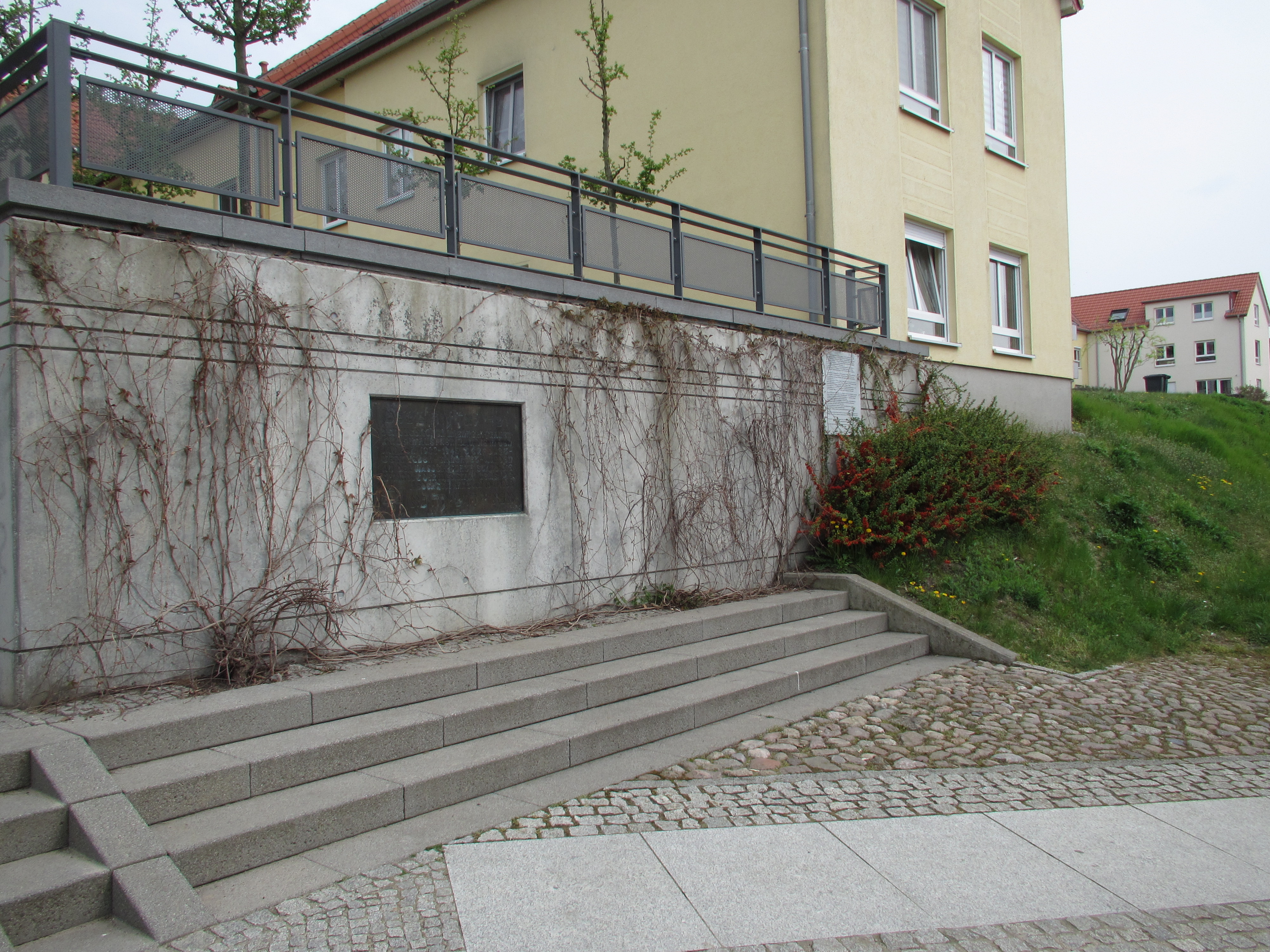
Den Grundrissen von Synagoge und Rabbinerhaus nachempfundene Terrassenanlage sowie Gedenktafeln

In der Zeit des Nationalsozialismus wurde die 1832 errichtete Synagoge der großen Jüdischen Gemeinde während des Novemberpogroms 1938 geschändet und zerstört wie auch die beiden Jüdischen Friedhöfe am Wasserturm im heutigen Stadtpark, deren zerschlagene Grabsteine als Straßenpflaster verwendet wurden. Der Neue Jüdische Friedhof an der Puschkinstraße 60 wurde nach 1945 wieder hergerichtet. Im Zweiten Weltkrieg war Prenzlau bis Ende April 1945 unzerstört geblieben, doch dann zerstörten am 25. und 26. April mehrere sowjetische Luftangriffe der vorrückenden Roten Armee ca. 50 Prozent des Stadtkerns. Die NSDAP forderte erst am 25. April die Einwohner zur Flucht auf. Bis zum 26. April hatten die meisten Einwohner die Stadt verlassen, anschließend zogen auch die deutschen Truppen ab. In der Nacht zum 27. April 1945 besetzte die Rote Armee kampflos die Stadt und begann, während Soldaten und befreite Zwangsarbeiter plünderten, aus nicht geklärten Gründen mit dem systematischen Niederbrennen der Innenstadt. Bei Kriegsende war bei 716 von den 832 dortigen Grundstücken die Bebauung zerstört, in der Außenstadt bei 205 von 1298. Prenzlau hatte im Zweiten Weltkrieg ca. 600 Todesopfer zu beklagen.

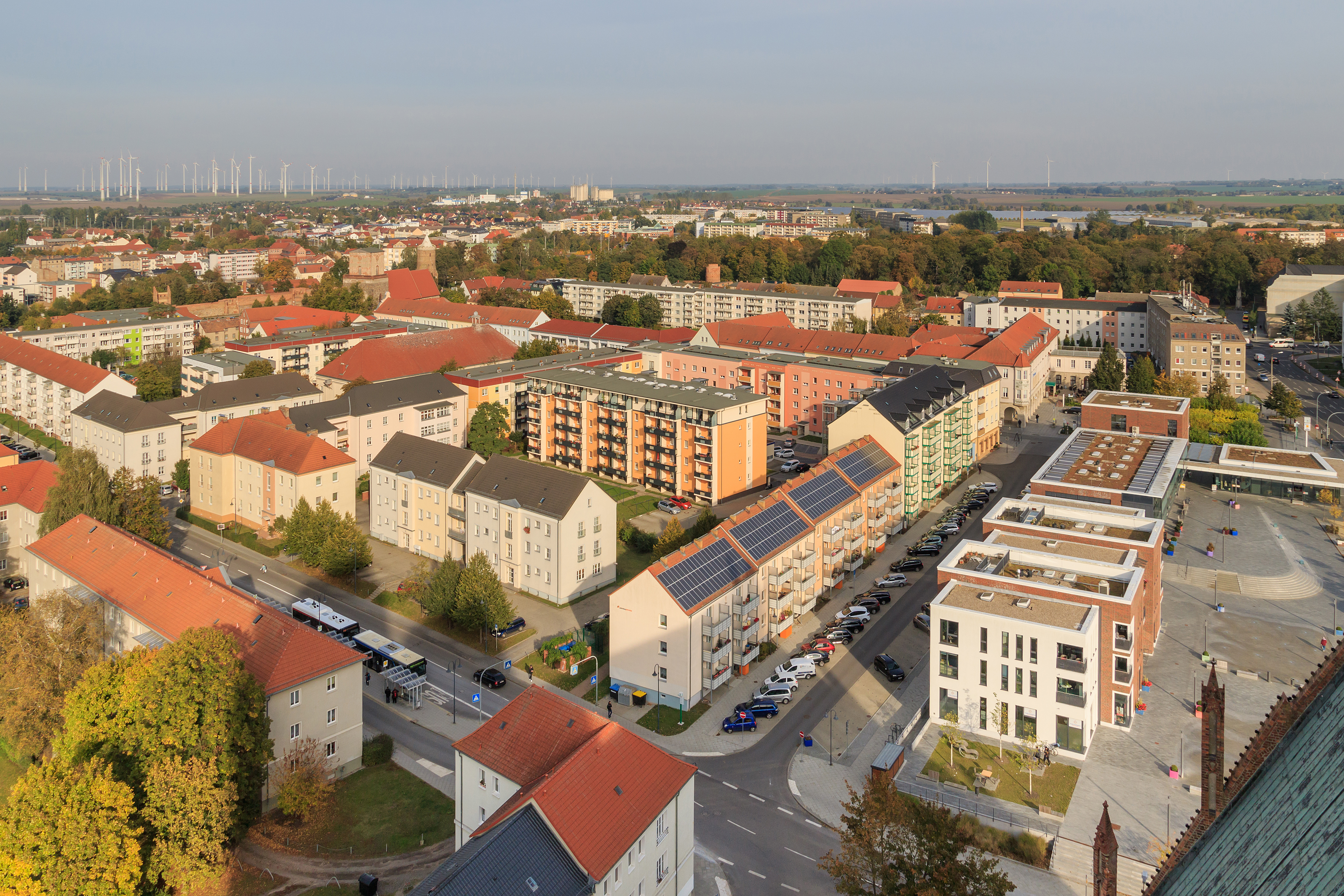
Der Wiederaufbau der Altstadt nach dem Zweiten Weltkrieg erfolgte in Einheitsbauweise.

Der Wiederaufbau des zerstörten Stadtkerns begann im Jahre 1952. In DDR-typischer Weise wurden wegen Wohnungsknappheit und geringer Wirtschaftskraft hauptsächlich Plattenbauten, die aber bei der Bevölkerung begehrt waren, errichtet.
Zunächst stand die Agrarindustrie im Mittelpunkt der Wirtschaft. Betriebe wie die Zuckerfabrik, der Milchhof, eine Getreidemühle und eine Brauerei waren wichtige Arbeitgeber. Durch die Gründung des Armaturenwerks Prenzlau (AWP) 1967 entstanden mehr als 1000 neue Arbeitsplätze und der Betrieb wurde zum größten Arbeitgeber der Stadt.
Nach 1990 kam es im Zuge der deutschen Wiedervereinigung zu umfassenden Umbrüchen in allen Bereichen. Das Stadtbild wurde durch die Sanierung zahlreicher Gebäude und Verkehrswege verändert; einige Straßen erhielten neue Namen. Ehemalige Kasernen aus der Kaiserzeit und der Zeit des Nationalsozialismus wurden zu Verwaltungs- oder Schulgebäuden umfunktioniert. Viele Betriebe mussten schließen, andere reduzierten ihren Personalbestand erheblich.

### Verwaltungsgeschichte
Prenzlau war von 1817 bis 1947 Kreisstadt des Landkreises Prenzlau in der preußischen Provinz Brandenburg, 1947–1952 im Land Brandenburg. 1952–1990 gehörte der Kreis Prenzlau zum DDR-Bezirk Neubrandenburg, dann wieder zum Land Brandenburg. Seit der Kreisreform im Jahr 1993 ist Prenzlau Verwaltungssitz des Landkreises Uckermark.

## Bevölkerungsentwicklung
| Jahr | Einwohner |
| ---- | --------- |
| 1875 | 15 772    |
| 1890 | 18 161    |
| 1910 | 21 573    |
| 1925 | 21 799    |
| 1933 | 22 357    |
| 1939 | 24 984    |

| Jahr | Einwohner |
| ---- | --------- |
| 1946 | 17 669    |
| 1950 | 18 917    |
| 1964 | 20 359    |
| 1971 | 21 742    |
| 1981 | 23 281    |
| 1985 | 23 747    |

| Jahr | Einwohner |
| ---- | --------- |
| 1990 | 23 474    |
| 1995 | 21 623    |
| 2000 | 20 617    |
| 2005 | 20 904    |
| 2010 | 20 078    |
| 2015 | 19 275    |

| Jahr | Einwohner |
| ---- | --------- |
| 2020 | 18 849    |
| 2021 | 18 706    |
| 2022 | 18 945    |
| 2023 | 19 057    |
| 2024 | 18 928    |

Gebietsstand des jeweiligen Jahres, Einwohnerzahl: Stand 31. Dezember (ab 1991), ab 2011 auf Basis des Zensus 2011, ab 2022 auf Basis des Zensus 2022

## Politik

### Stadtverordnetenversammlung
Die Stadtverordnetenversammlung von Prenzlau besteht aus 28 Stadtverordneten und dem hauptamtlichen Bürgermeister. Die Kommunalwahl am 9. Juni 2024 führte bei einer Wahlbeteiligung von 59,6 % zu folgendem Ergebnis:
| Partei / Wählergruppe                                         | Stimmenanteil 2019 | Sitze 2019 |        | Stimmenanteil 2024 | Sitze 2024 |
| ------------------------------------------------------------- | ------------------ | ---------- | ------ | ------------------ | ---------- |
| AfD                                                           | 15,3 %             | 4          | 36,3 % | 10                 |            |
| CDU                                                           | 27,2 %             | 8          | 23,3 % | 7                  |            |
| SPD                                                           | 20,5 %             | 6          | 15,3 % | 4                  |            |
| Die Linke                                                     | 15,2 %             | 4          | 08,3 % | 2                  |            |
| Wir Prenzlauer                                                | 17,0 %             | 5          | 06,5 % | 2                  |            |
| Bürgerfraktion (BF)                                           | –                  | –          | 05,3 % | 1                  |            |
| Bürgerbündnis Uckermark für Vernunft und Gerechtigkeit (BfVG) | –                  | –          | 02,4 % | 1                  |            |
| FDP                                                           | 03,0 %             | 1          | 02,0 % | 1                  |            |
| Einzelbewerber Klaus Scheffel                                 | –                  | –          | 00,7 % | –                  |            |
| NPD                                                           | 01,9 %             | –          | –      | –                  |            |
| Insgesamt                                                     | 100 %              | 28         | 100 %  | 28                 |            |

### Bürgermeister
- 1990–2002: Jürgen Hoppe (SPD)[18]
- 2002–2009: Hans-Peter Moser (PDS)[19]
- seit 2009: Hendrik Sommer (parteilos)

Sommer wurde am 27. September 2009 mit 54,0 % der gültigen Stimmen zum Bürgermeister gewählt. Am 24. September 2017 wurde er mit 84,9 % der gültigen Stimmen in seinem Amt bestätigt. Seine Amtszeit beträgt acht Jahre.

### Wappen
| Wappen von Prenzlau | Blasonierung: „Von Silber und Rot geteilt, oben ein gold-bewehrter roter Adler mit einem über den Kopf gestülptem goldenen Spangenhelm, darauf ein roter Flug, unten ein auf blauen Wellen schwimmender silberner Schwan.“ |
| Wappen von Prenzlau | Wappenbegründung: Ende des 13. Jahrhunderts zierte der rote Adler der Markgrafen von Brandenburg das Wappenbild dieser Stadt. Das heutige Wappen beruht auf einer Begebenheit des Jahres 1425, als Kurfürst Friedrich I. einmal außerhalb der Mark Brandenburg weilte und die beiden Bürgermeister von Prenzlau die Pommern in die Stadt ließen. Ein Jahr später hatte sie der amtliche Regent, Markgraf Johann von Brandenburg, wieder vertrieben, und die Stadt war wieder brandenburgisch. Johann ließ die beiden Bürgermeister enthaupten und verfügte, dass Prenzlau zur ewigen Schande keinen freiblickenden, sondern lediglich einen mit Turnierhelm verkappten Adler im Wappen führen dürfe. Die nachfolgenden Bürgermeister bemühten sich vergeblich, das alte Wappen zurückzuerhalten. Der Schwan im unteren Teil des Schildes geht auf eine Verfügung von König Friedrich I. von Preußen zurück, der zwischen 1700 und 1705 häufig nach Prenzlau zur Schwanenjagd auf den Ueckerseen kam. Das Wappen wurde am 1. Juli 1997 durch das Ministerium des Innern genehmigt. |

### Flagge
„Die Flagge ist Rot – Weiß – Rot (1:3:1) gestreift und mittig mit dem Stadtwappen belegt.“

### Dienstsiegel
Das Dienstsiegel zeigt das Wappen der Stadt mit der Umschrift STADT PRENZLAU • LANDKREIS UCKERMARK.

### Städtepartnerschaften
Prenzlau unterhält folgende internationale Städtepartnerschaften:
- Pochwistnewo, Russland (seit September 1997)
- Uster, Schweiz (seit 2000)
- Varėna, Litauen (seit April 2000)
- Barlinek, Polen (seit Juli 2010)

Von 1990 bis 2007 bestand eine Städtepartnerschaft zu Emden in Niedersachsen.

## Sehenswürdigkeiten und Kultur

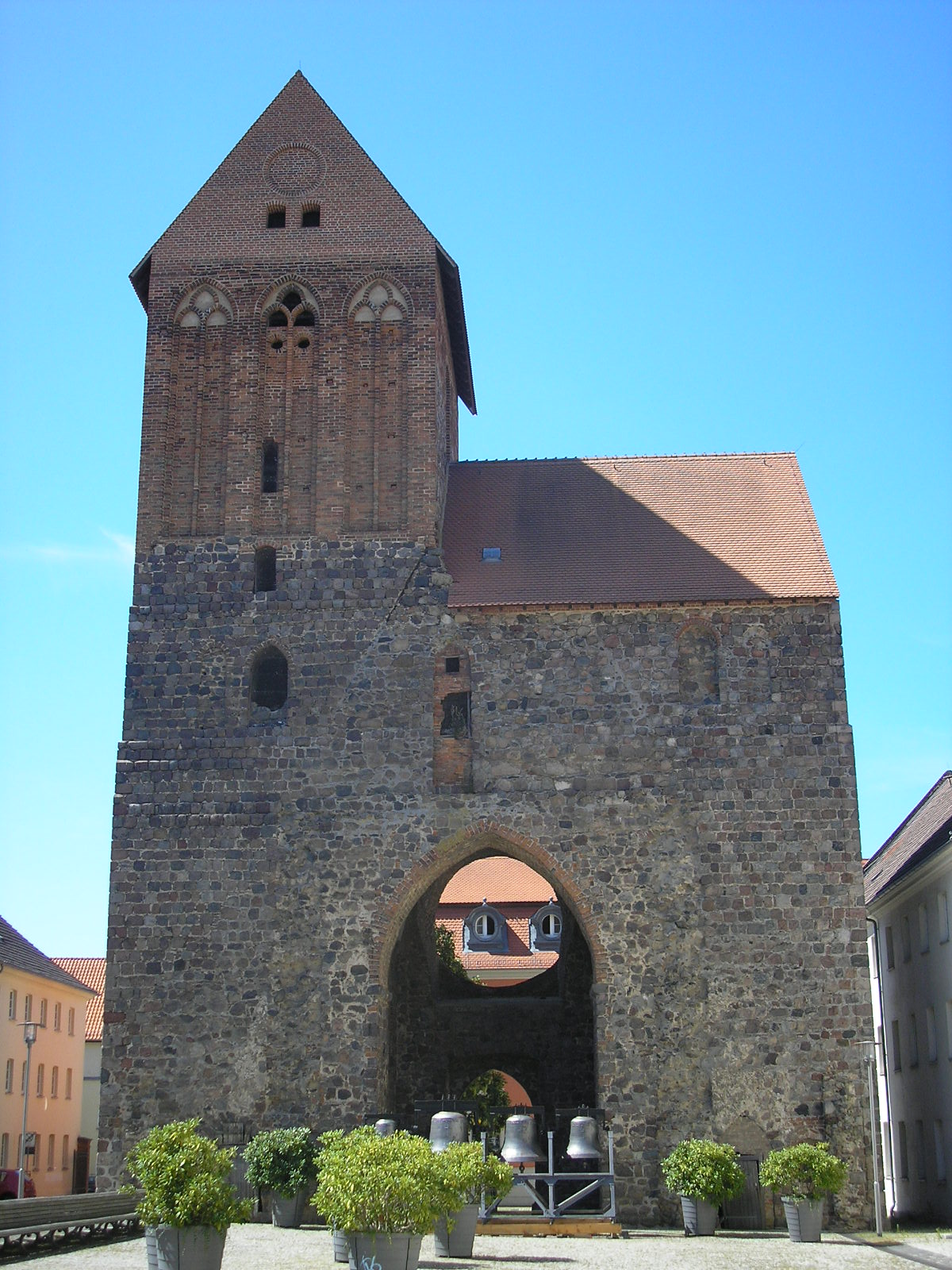
Westbau der alten Nikolaikirche

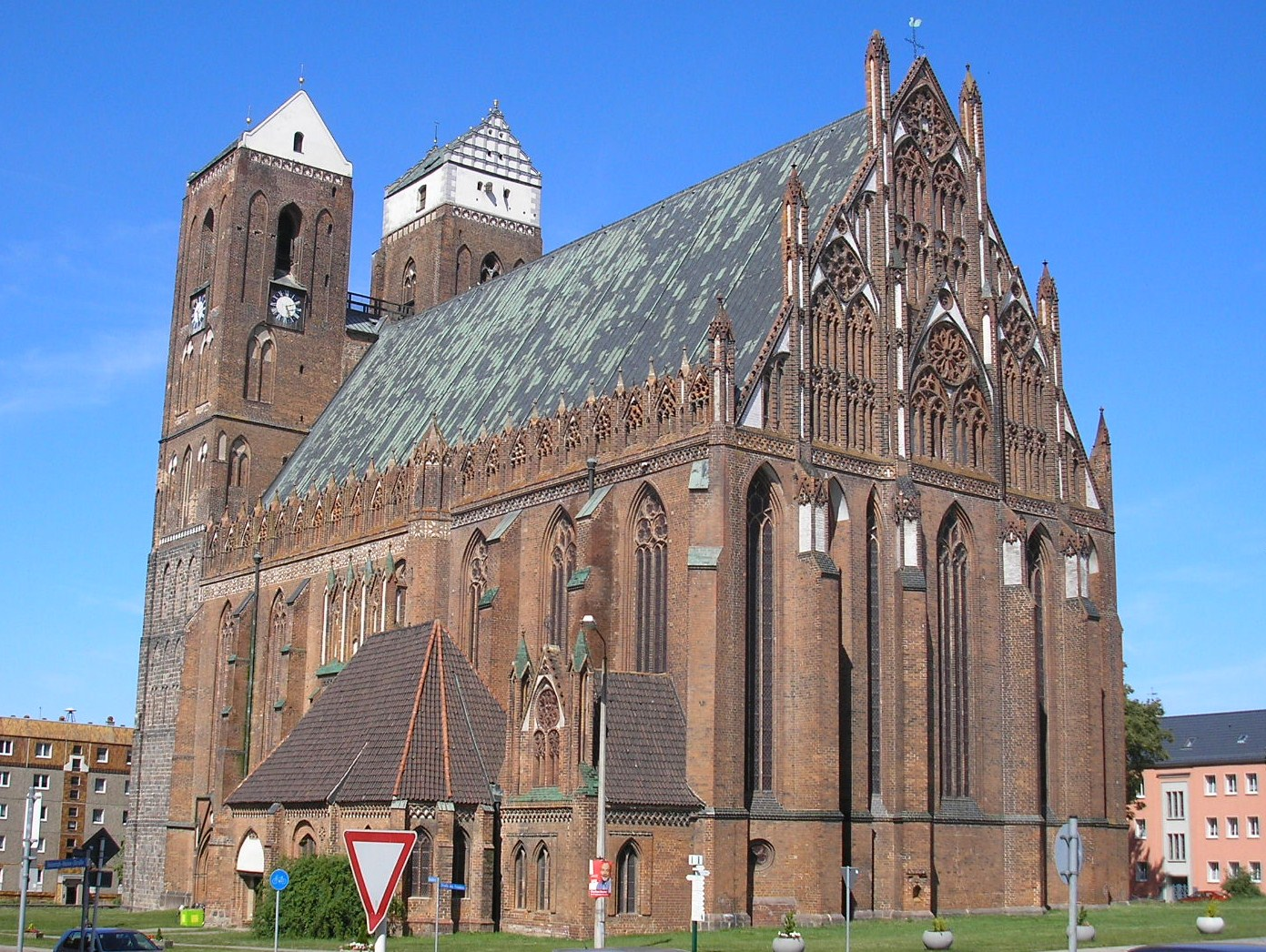
Marienkirche

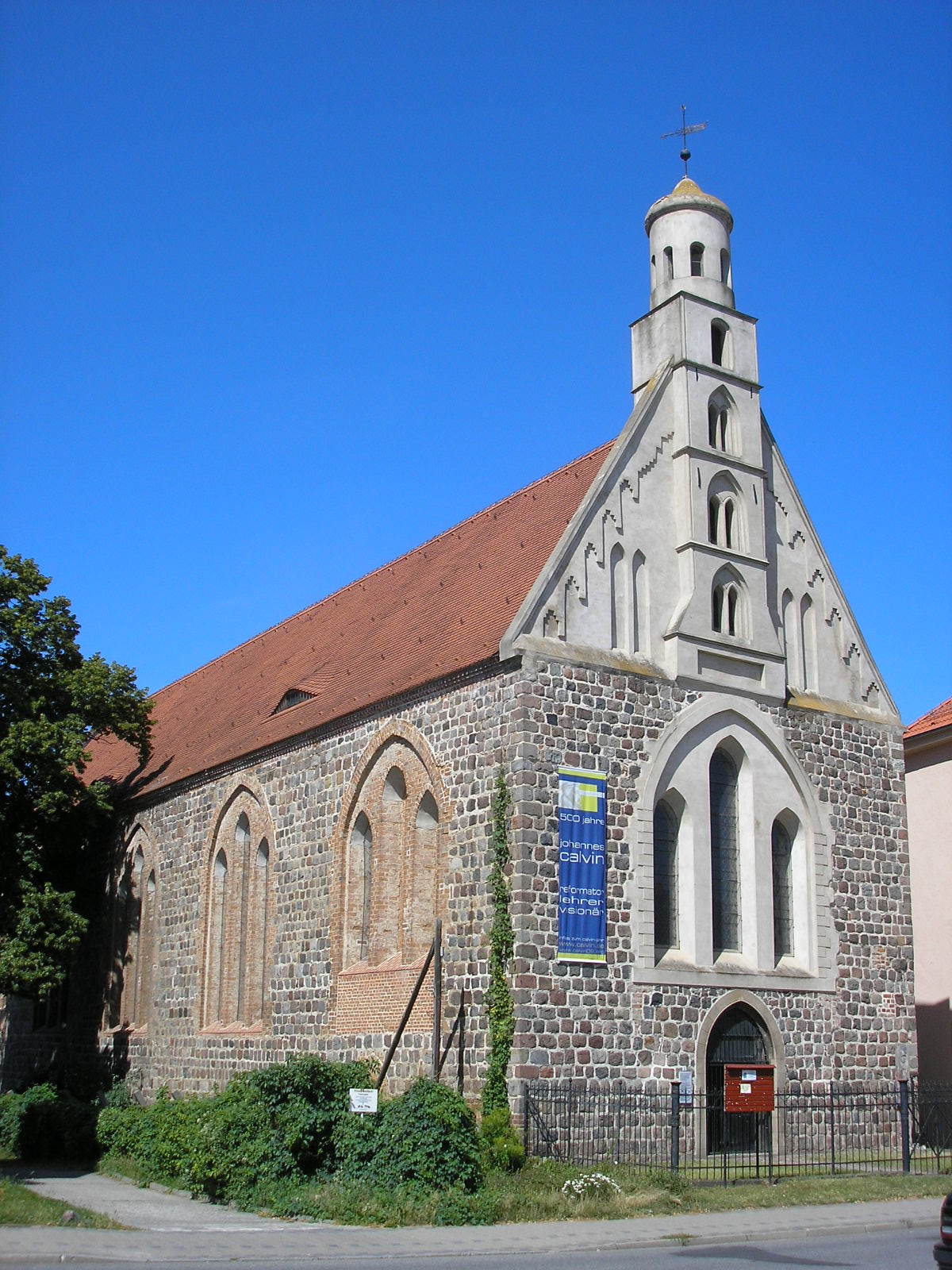
Ehemalige Franziskanerkirche (Dreifaltigkeitskirche)

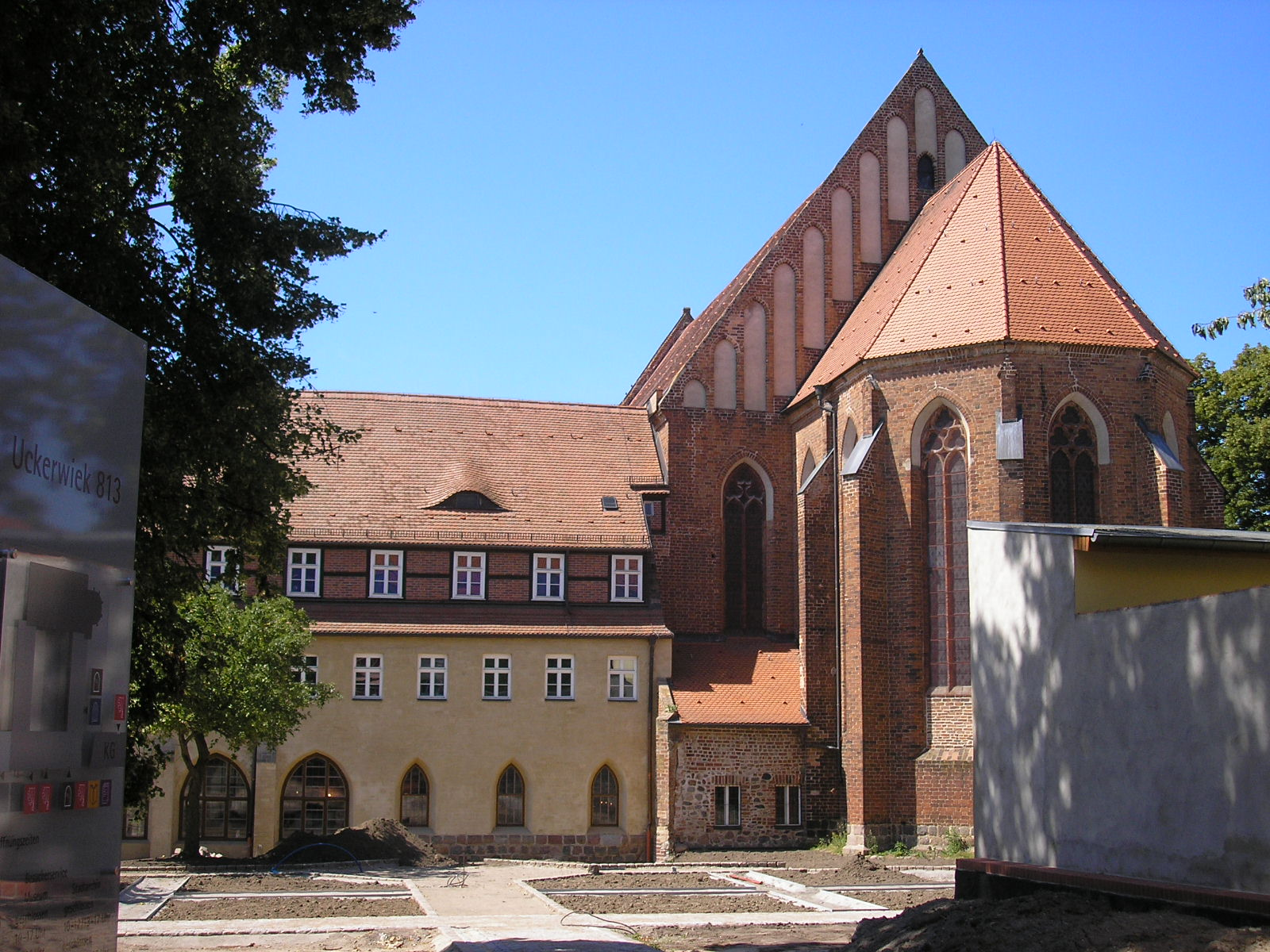
Ehemaliges Dominikanerkloster

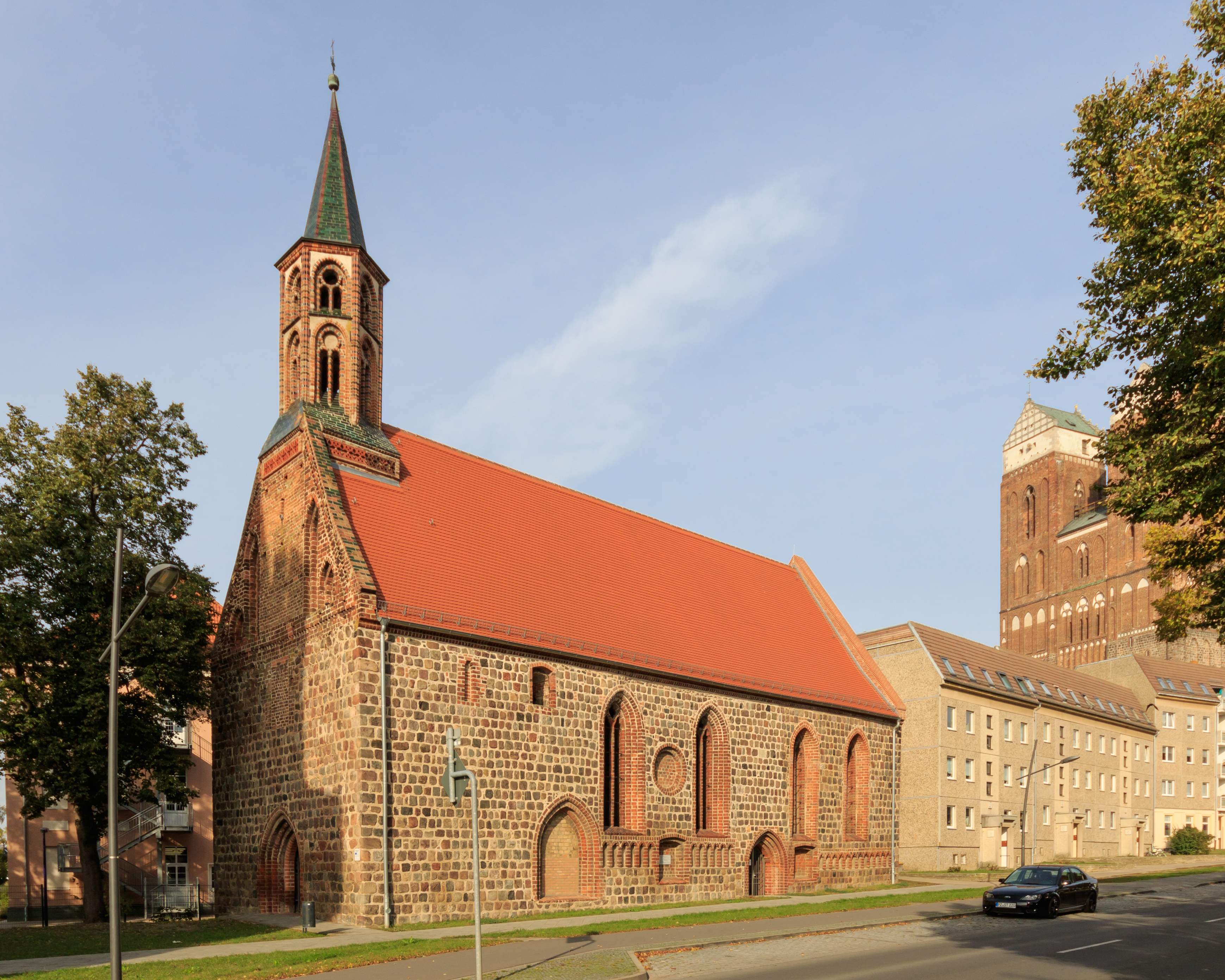
Heiliggeistkapelle

### Kirchen und Klöster
Die folgenden Kirchen und Klöster werden nach der Reihenfolge ihrer Entstehung geordnet. Sie werden mit Ausnahme der Heiliggeistkapelle und der jüngsten Kirche (Maria Magdalena) seit der Reformation bis heute als ev. Pfarrkirchen genutzt.
- Die Sabinenkirche[26] (früher auch St. Sabinen, St. Sabini), ist vermutlich die älteste Kirche Prenzlaus, weil im Bereich der slawischen Vorgängersiedlung (Burgstadt) auf dem linken Ufer der Ucker gelegen. Zu St. Sabini gehörte ein Magdalenenkloster (1250–1290), seit 1291 Benediktinerinnenkloster (später auch Sabinenkloster genannt). Kirche und Kloster wurden kurz vor 1250 errichtet, das Kloster etwas später als die Kirche, die dadurch zur Klosterkirche wurde. Die Kirche wurde 1543 reformiert und das Kloster säkularisiert. Laut Visitationsakten von 1543 war es „fast alt und verfallen“. Über mehrere Besitzer gelangte es 1861 in das Eigentum der Stadt Prenzlau. Die Klosterbauten sind heute völlig verschwunden. Die Kirche wurde in ihrer Bausubstanz Anfang des 19. Jahrhunderts verändert. Seit der Säkularisation des Klosters 1543 dient sie bis heute als evangelische Pfarrkirche St. Sabinen.[27]
- Die Alte Nikolaikirche (St. Nicolai) gilt als älteste Pfarrkirche Prenzlaus rechts der Ucker. Der Name Nikolaikirche deutet darauf hin, dass sie die Kirche einer Kaufmannssiedlung war. Obwohl die Alte Nikolaikirche bereits vor dem Dreißigjährigen Krieg für kirchliche Zwecke aufgegeben worden war, berichtete Süring für das Jahr 1626 von einer Beerdigung „zwischen den Türmen“. Nach Einsturz und späterem Abriss des Kirchenschiffes des von den Prenzlauern sprichwörtlich als „wüste Kirche“ bezeichneten Kirchengebäudes existiert jetzt nur noch der Turm, ein Westbau.[28] Das Nikolai-Patrozinium ging 1577 auf die Kirche des ehemaligen Dominikanerklosters über.
- Die Jakobikirche (St. Jacobi) wurde in der ersten Hälfte des 13. Jahrhunderts erbaut, vermutlich als zweitälteste Pfarrkirche auf dem rechten Ufer der Ucker, als Zentrum einer eher agrarisch orientierten Siedlung.
- Marienkirche: ursprünglich nach 1235 begonnene dreischiffige Feldsteinhalle mit schiffsbreitem Turm (Westbau), zweijochigem Langhaus, Querhaus und eingezogenem Chor. Erweiterung 1289–1340 im Stil der Backsteingotik (unter Einbeziehung des Westteils des Vorgängerbaus). Hauptpfarrkirche von Prenzlau (mit Filialen St. Nicolai, St. Jacobi und St. Sabini). Im 14. und 15. Jahrhundert Anbau von Kapellen; Nordturm (Höhe: 68 Meter) aus dem 16. Jahrhundert, vom 20. bis 22. Dezember 1632 wurde darin der Leichnam des Königs Gustav II. Adolf aufbewahrt; Südturm (Höhe: 64 Meter) aus dem 18. Jahrhundert, 1945 ausgebrannt, nach 1970 wiederaufgebaut. Der vom Meister des Prenzlauer Hochaltars geschaffene spätgotische Marienaltar konnte gerettet werden. Dieser Nachfolgebau gilt als die erste Hallenkirche östlich der Elbe. Ihre prächtige östliche Schaufassade ist wegen ihrer anspruchsvollen Konstruktion „einmalig in der Backsteingotik“ (Dehio-Handbuch).
- Kirche des ehemaligen Franziskanerklosters: Die Kirche heißt Dreifaltigkeitskirche und trug das Patrozinium des heiligen Johannes des Täufers. Erbaut wurde sie als schlichte Bettelordenskirche Mitte des 13. Jahrhunderts und 1253 fertiggestellt, der Einbau der Gewölbe erfolgte in der zweiten Hälfte des 14. Jahrhunderts. Die Kirche wurde seit 1694 von der vereinigten (deutsch-französischen) Gemeinde genutzt, bis sie wegen Baufälligkeit 1774 aufgegeben werden musste. Erst 1846/1865 war sie wieder so weit wiederhergestellt bzw. umgebaut, dass die reformierte Kirche sie wieder benutzen konnte. Das Kloster der Franziskaner oder „Barfüßer“ wurde zwischen 1240 und 1250 gegründet; wegen der Farbe des Habits der Brüder wurde es „Graues Kloster“ genannt. Zwischen 1536 und 1543 wurde es säkularisiert und als Lehen an einen Ritter vergeben. Die Gebäude sind 1735 abgerissen worden, ohne Spuren zu hinterlassen.[29][30]
- Kirche des ehemaligen Dominikanerklosters „Zum Heiligen Kreuz“: 1275 wurde das Kloster durch Markgraf Johann II. (Brandenburg) und seine Frau Hedwig von Werle gegründet. Der Bau der Klosterkirche begann 1275; 1343 wurde die Kirche geweiht. Wegen der Farbe des Umhangs der Dominikaner wurde es „Schwarzes Kloster“ genannt. Nach der Säkularisation des Klosters 1544 wurde es der Stadt für ein Armenhospital übereignet. 1577 wurde die Klosterkirche Pfarrkirche der durch den Einsturz der Nikolaikirche heimatlos gewordenen Gemeinde und hieß fortan St. Nikolai (Nikolairche). Seit 2000 beherbergt das ehemalige Kloster als Kulturzentrum in seinen weitgehend erhaltenen Gebäuden vor allem das Kulturgeschichtliche Museum Prenzlau („Dominikanerkloster Prenzlau“) sowie die Stadtbibliothek, das Stadtarchiv und ein Veranstaltungszentrum.[31]
- Heiliggeistkapelle: Anfang des 14. Jahrhunderts, ehemals Kapelle des Heiliggeisthospitals, ab 1899 Nutzung durch das Uckermärkische Museum, 1945 ausgebrannt. Die Kapelle wird seit 2011 rekonstruiert[32] und soll zu einer Schaubrauerei umgebaut werden.[33]
- Ehemalige Georgenkapelle: Urkundlich erstmals 1320 erwähnt als Kapelle des Hospitals vor dem Schwedter Tor. Im 17. Jahrhundert wurde die Kapelle für Wohnzwecke zweigeschossig umgebaut und wird seitdem nicht mehr kirchlich genutzt.[34]
- St. Maria Magdalena (katholische Kirche): 1892 im neogotischen Stil erbaut, 1945 zerstört und 1952 wieder aufgebaut.

### Stadtmauer und Türme

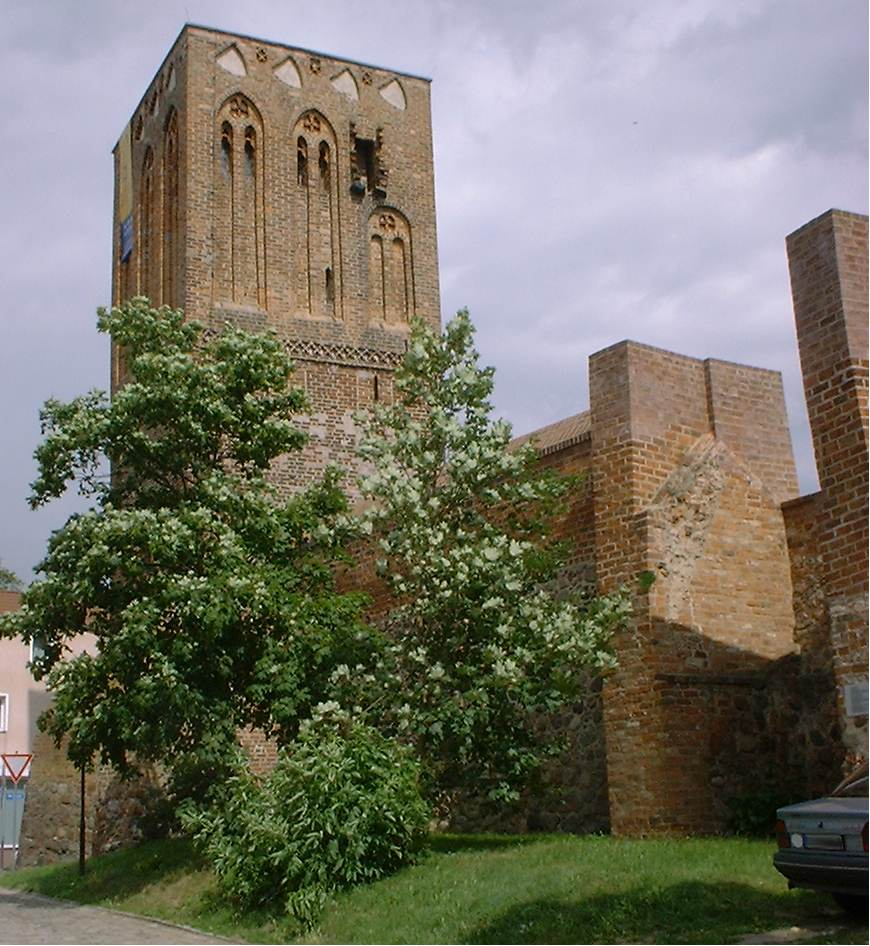
Schwedter Torturm und Stadtmauer

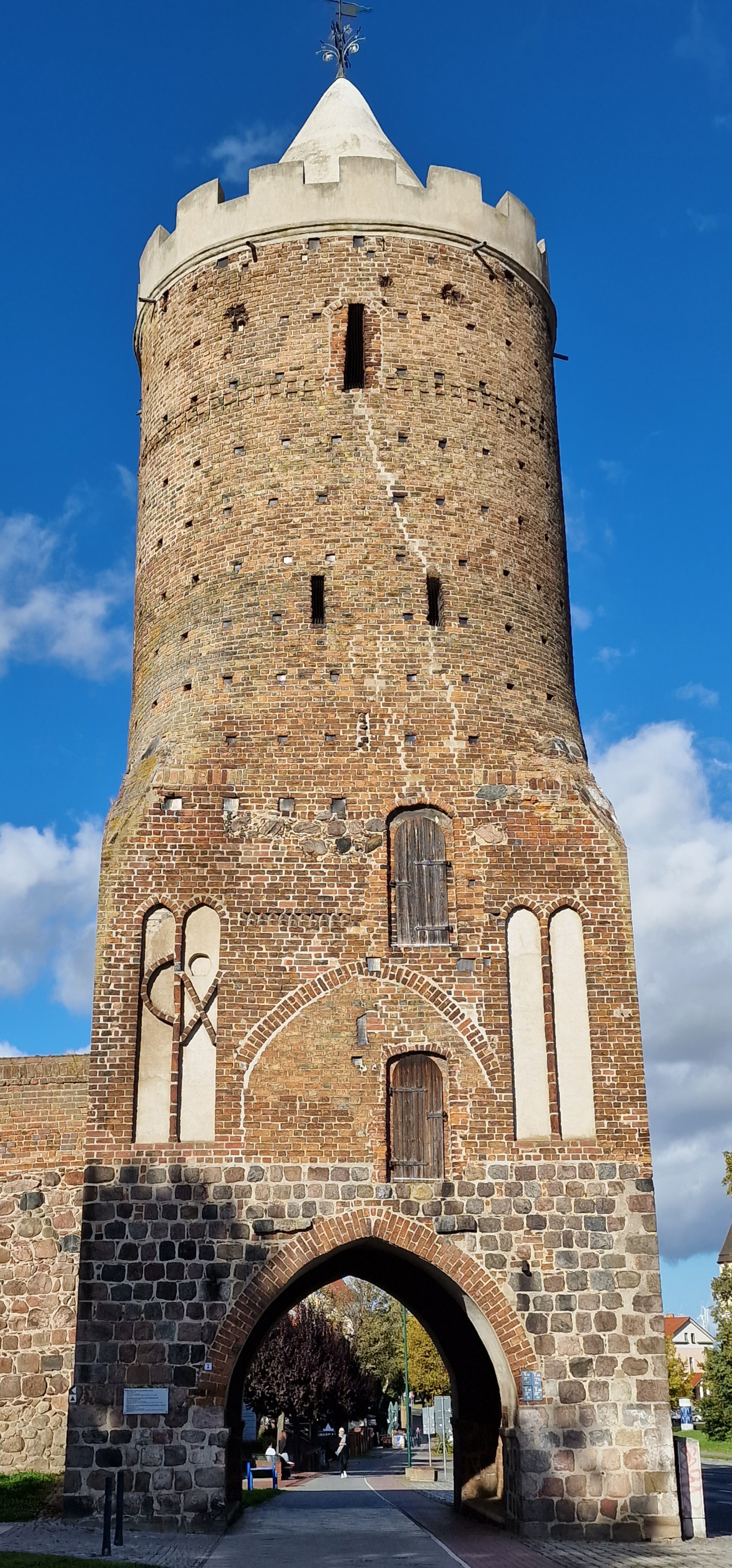
Stettiner Tor

Mit einer Länge von 1.416 Metern ist knapp die Hälfte der Prenzlauer Stadtmauer erhalten. Die Stadtverwaltung hat in den 1990er Jahren die mittelalterliche Wehranlage umfangreich saniert und einen 3,1 km langen Rundweg angelegt. Erhalten sind
- Seilerturm,
- Hexenturm,
- Pulverturm,
- Schwedter Torturm (auch Steintorturm oder aufgrund der Verwendung schlicht Sternwarte genannt),
- Mitteltorturm (Vorlage für Oberbaumbrücke zu Berlin),
- Blindower Torturm (auch Stettiner Torturm),
- Wiekhäuser.

### Sonstiges
- Rolandstatue am Marktplatz
- Slawenboot Ukrasvan
- Glockenspiel (am Arbeitsamt)
- Wasserturm

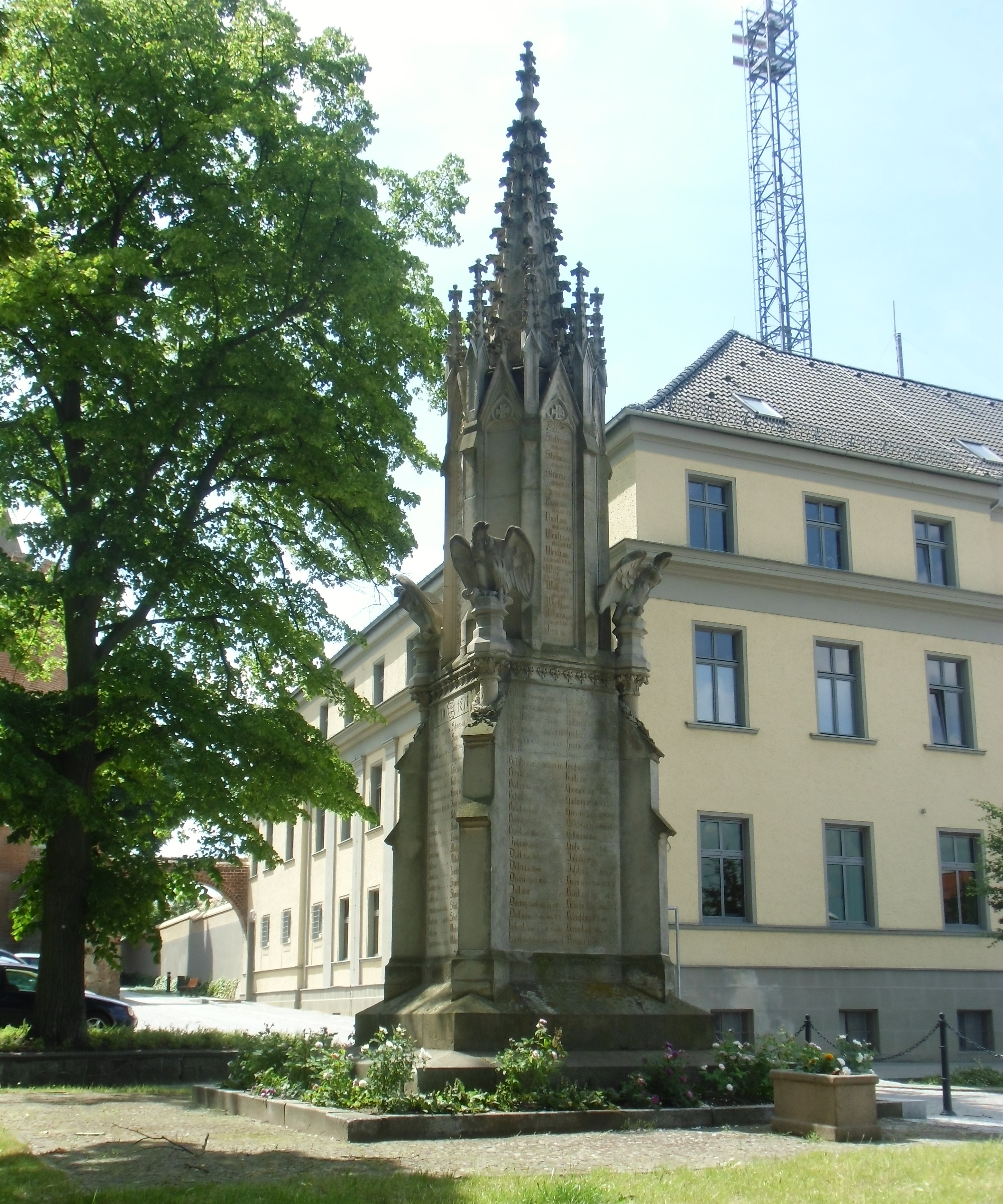
Denkmal zur Erinnerung an den Krieg von 1870–1871

- Feuerwehrtechnisches Museum der Alters- und Ehrenabteilung der Freiwilligen Feuerwehr Prenzlau
- Synagogendenkplatte an der Wasserpforte (zwischen Wasserforte und Sternberg)
- Gedenktafel vor der St.-Nikolai-Kirche an der Diesterwegstraße an die ausgelöschte Jüdische Gemeinde und ihre Synagoge
- Gedenkstein auf dem Neuen Jüdischen Friedhof an der Puschkinstraße 60 zur Erinnerung an die jüdischen Opfer des Faschismus
- Ehrenmal für die Opfer des Faschismus auf dem Platz der Einheit über der Uckerpromenade
- Mehrere Ehrengrabanlagen auf dem Hauptfriedhof an der Friedhof- und Mühlmannstraße für NS-Opfer: 51 italienische Kriegsgefangener (so genannte IMI's, späterer Status „Zivilarbeiter“), 3 ungarische und 16 polnische Kombattanten sowie 35 deutsche Wehrmachtsdeserteure, die im April 1945 von der SS öffentlich erschossen wurden
- Stadtpark
- Wanderlernpfad am Unteruckersee (beim Kap)

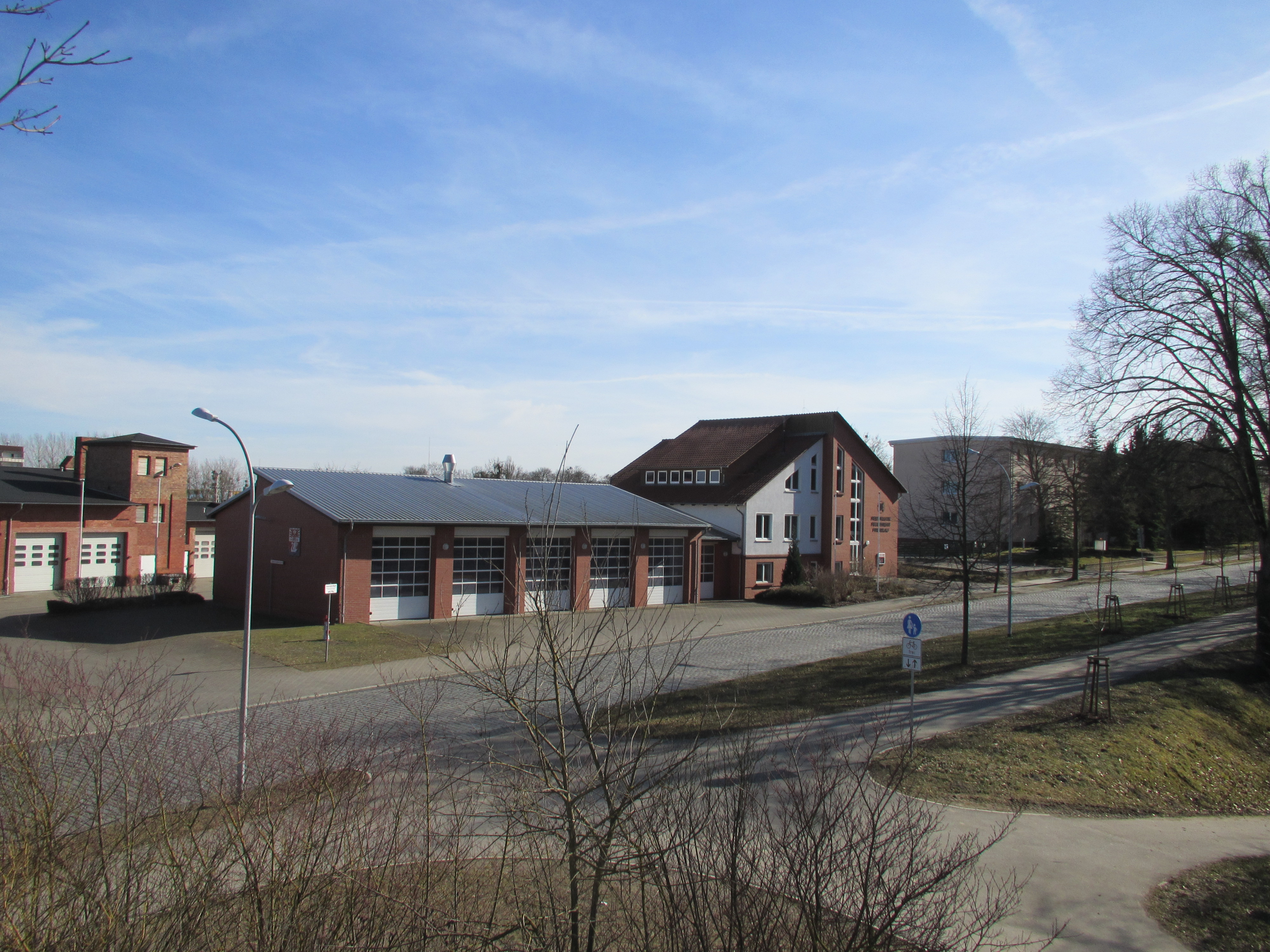
Depot der Freiwilligen Feuerwehr
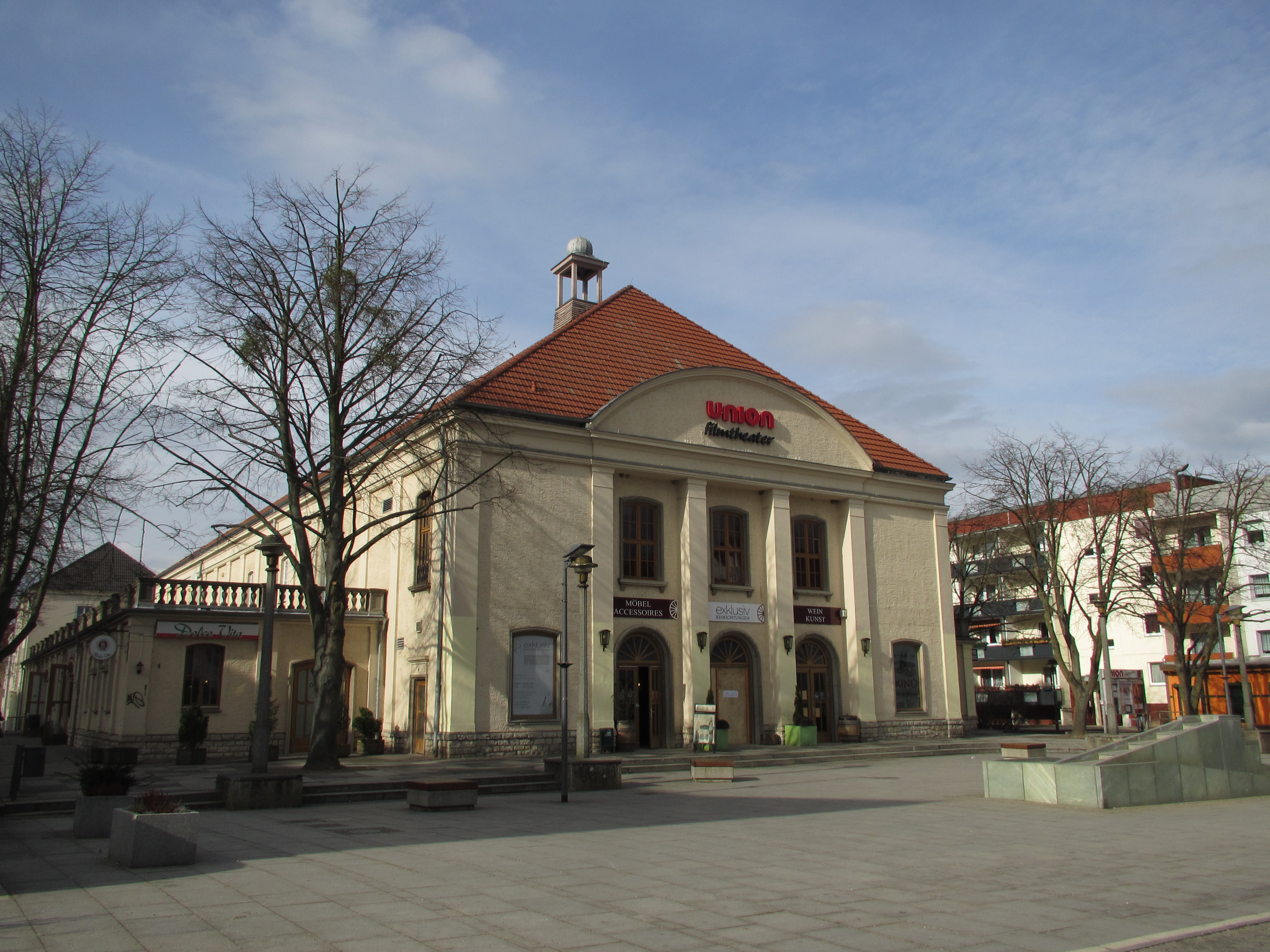
Union Filmtheater
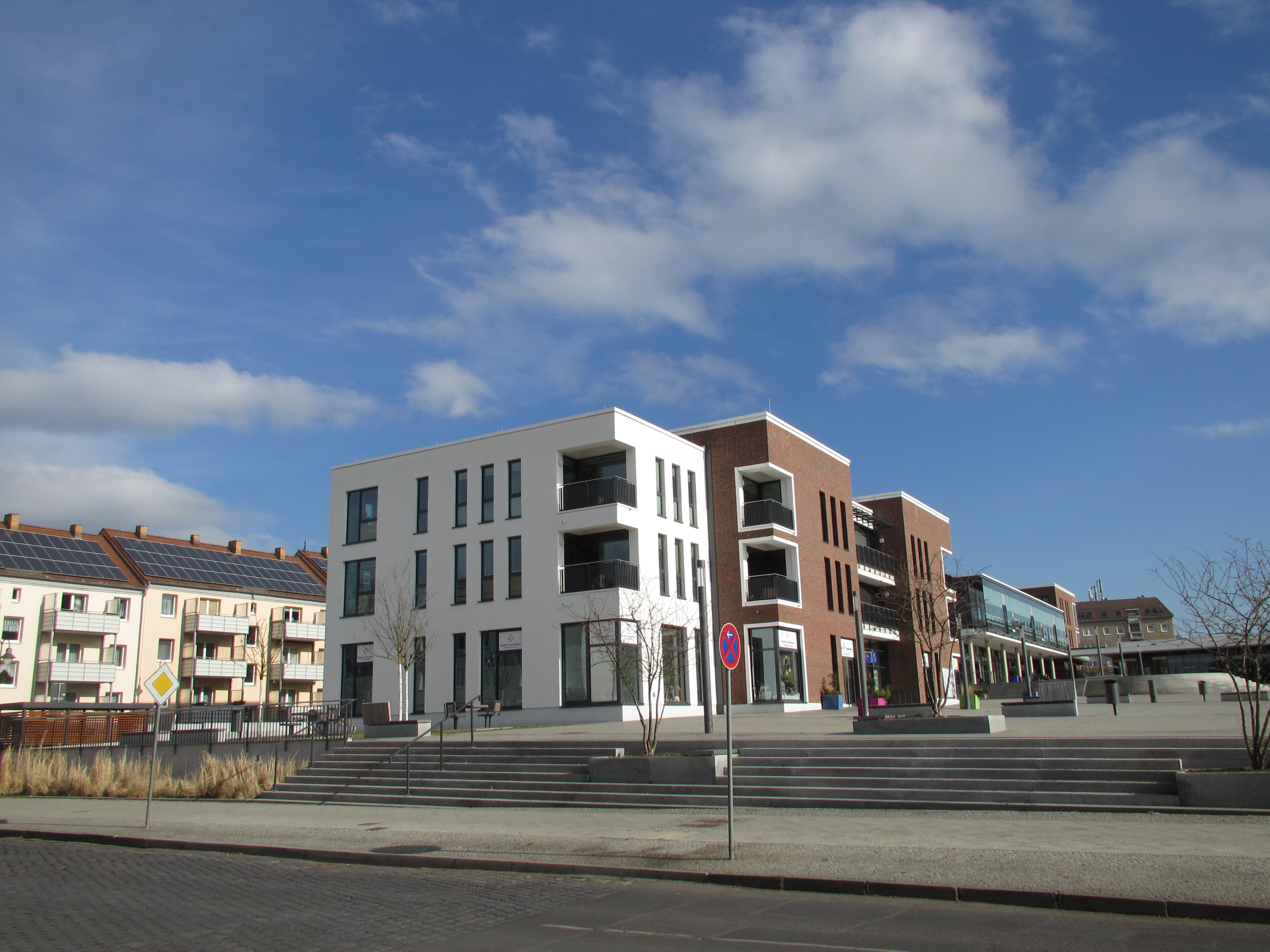
Marktberg – Prenzlaus neues Herz

### Kultur
Im ehemaligen Dominikanerkloster Prenzlau befindet sich heute das Kulturhistorische Museum, eine Gemäldegalerie sowie die KlosterLadenGalerie. Das Kulturhistorische Museum umfasst eine Dauerausstellung zur Kulturgeschichte der Region, welche durch wechselnde Sonderausstellungen ergänzt wird. Die Gemäldegalerie zeigt Werke des Landschaftsmalers Jakob Philipp Hackert. In der KlosterLadenGalerie werden im ständigen Wechsel Bilder von zeitgenössischen, in der Uckermark lebenden Künstlern ausgestellt.
Eine weitere Tradition ist die Prenzlauer Kirchenmusik.
In der Nähe der im Jahr 2000 enthüllten Nachbildung des Prenzlauer Roland (Fußgängerzone der Friedrichstraße) befindet sich der Brunnen „Leda und der Schwan“, der eine Verbindung zwischen dem Prenzlauer Wappentier und der griechischen Mythologie (Leda) herstellt.
Im Friedgarten des Klosters wird jedes Jahr von Juni bis September der Kultursommer im Klostergarten abgehalten, welcher Theateraufführungen, Konzerte und Ausstellungen beinhaltet.
Der ARD-Sender Rundfunk Berlin-Brandenburg betreibt ein Tonstudio in Prenzlau, aus dem Regionalnachrichten für die Uckermark im Programm von Antenne Brandenburg gesendet werden.
Vom 13. April bis 6. Oktober 2013 richtete Prenzlau die Landesgartenschau aus.

## Wirtschaft

### Ansässige Branchen
- Armaturenindustrie (ehemals VEB Armaturenwerk Prenzlau im Armaturenkombinat, später GEA AWP und vonRoll hydrotec)
- Energiewirtschaft (auf Basis erneuerbarer Energien speziell Windenergie und weltweit erstes Wasserstoff-Hybridkraftwerk)
- Metallerzeugung und -verarbeitung, Maschinenbau
- Möbelindustrie (u. a. Prenzlauer Möbelwerke)
- Tourismus
- Milchwirtschaft (Uckermärker Milch)
- Solarindustrie (aleo solar AG)
- Wohnungswirtschaft (Wohnbau GmbH Prenzlau)[38]

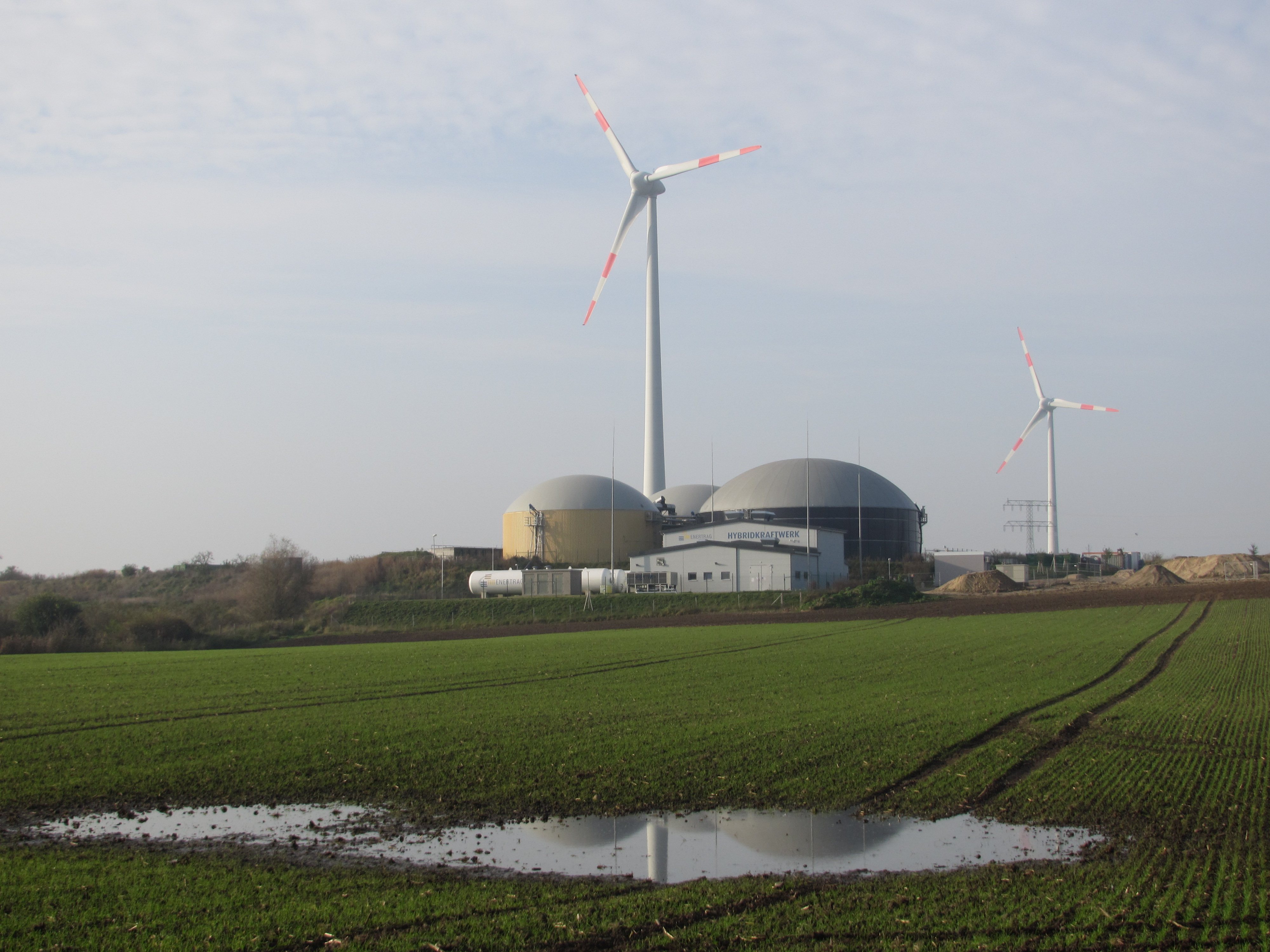
Hybridkraftwerk
Am 21. April 2009 legte Bundeskanzlerin Merkel in Anwesenheit von Brandenburgs Ministerpräsident Platzeck und Wirtschaftsminister Junghanns den Grundstein für das weltweit erste Hybridkraftwerk. Es wurde am 25. Oktober 2011 in Betrieb genommen.
Windenergie
Im Prenzlauer Umland gibt es zahlreiche Standorte mit guter Eignung für die Windkraftnutzung. Seit Beginn der 1990er Jahre ist die Windenergie ein Wirtschaftsfaktor für die Region um Prenzlau geworden und verschiedene Firmen (bspw. Enertrag) haben sich dort angesiedelt.

### Öffentliche Einrichtungen
Die Stadt ist Sitz des Amtsgerichts Prenzlau.
Das Fernmeldebataillon 610 der 1. PzDiv ist in der Uckermark-Kaserne an der B 109 stationiert.

## Infrastruktur

### Verkehr

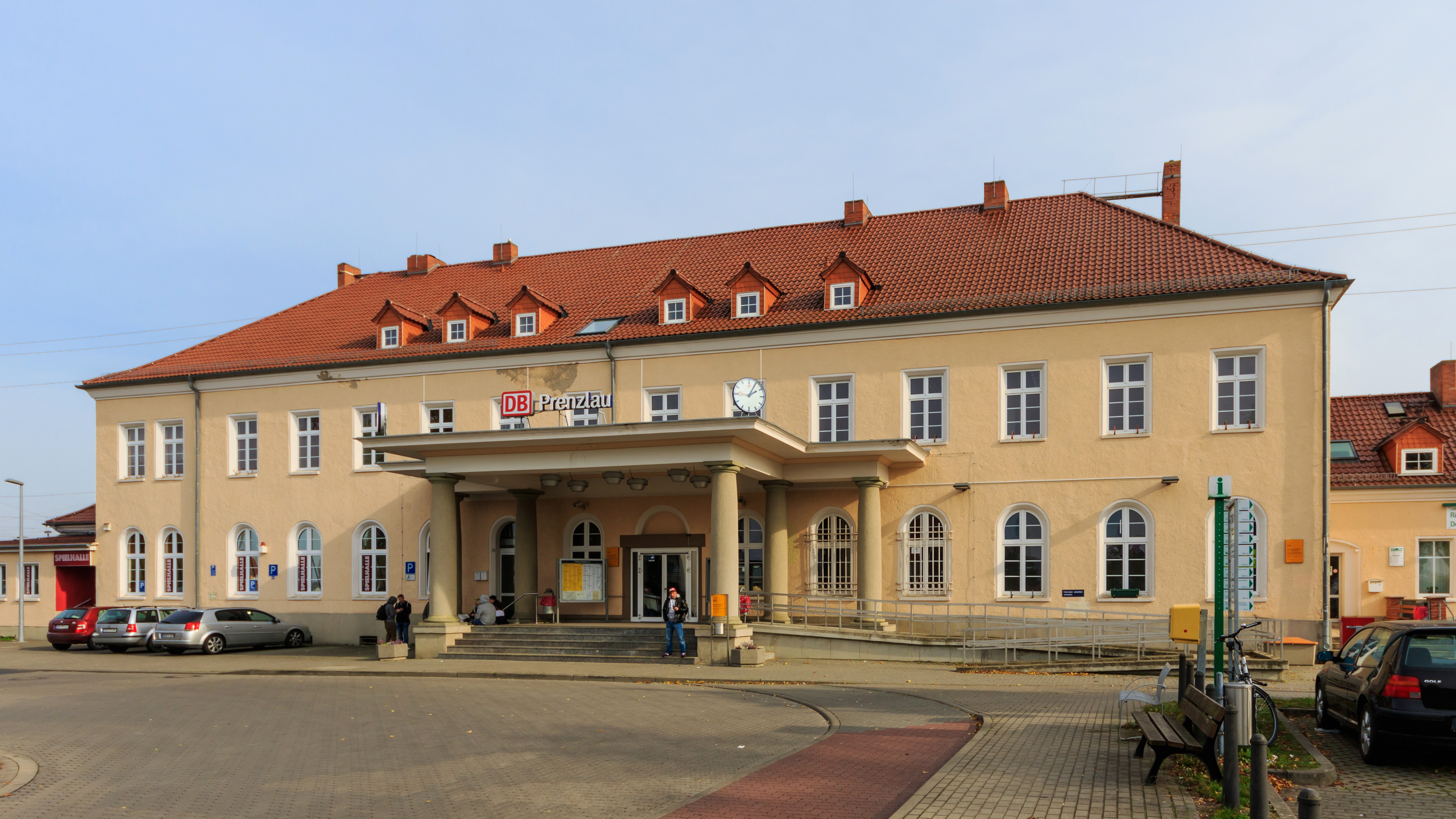
Bahnhof Prenzlau

Der 1863 in Betrieb genommene Bahnhof Prenzlau liegt an der Fern- und Regionalbahnstrecke Berlin–Stralsund und ist ein ICE-Halt. Er wird außerdem von der Regional-Express-Linie RE 3 Stralsund–Berlin–Jüterbog–Lutherstadt Wittenberg und der Regionalbahnlinie RB 62 Prenzlau–Angermünde (ein paar Züge weiter bis Eberswalde) bedient.
Bis zum Jahr 2000 bestand eine Verbindung in Richtung Templin (Bahnstrecke Löwenberg–Prenzlau). Die früheren Prenzlauer Kreisbahnen verfügten über vier Strecken mit einem Streckennetz von 108 km. Alle Strecken sind inzwischen stillgelegt (nach Klockow 1972, nach Fürstenwerder 1978, nach Löcknitz 1991, nach Strasburg 1995).
Der öffentliche Personennahverkehr wird unter anderem durch den PlusBus des Verkehrsverbunds Berlin-Brandenburg erbracht. Folgende Verbindungen führen, betrieben von der Uckermärkischen Verkehrsgesellschaft, ab Prenzlau:
- Linie 403: Prenzlau ↔ Gramzow ↔ Fredersdorf ↔ Passow ↔ Schwedt
- Linie 502: Prenzlau ↔ Haßleben ↔ Mittenwalde ↔ Petznick ↔ Templin

In Prenzlau kreuzen sich die Bundesstraße 109 zwischen Templin und Pasewalk und die Bundesstraße 198 zwischen Woldegk und Angermünde. Die Bundesautobahnen A 11 (Anschlussstelle Gramzow) und A 20 (Anschlussstellen Prenzlau-Ost und Prenzlau-Süd) verlaufen in der Nähe der Stadt.
Durch Prenzlau führt der Radfernweg Berlin–Usedom.
Der nächste internationale Flughafen Stettin-Goleniów liegt 80 km nordöstlich von Prenzlau in Polen.

### Tourismus

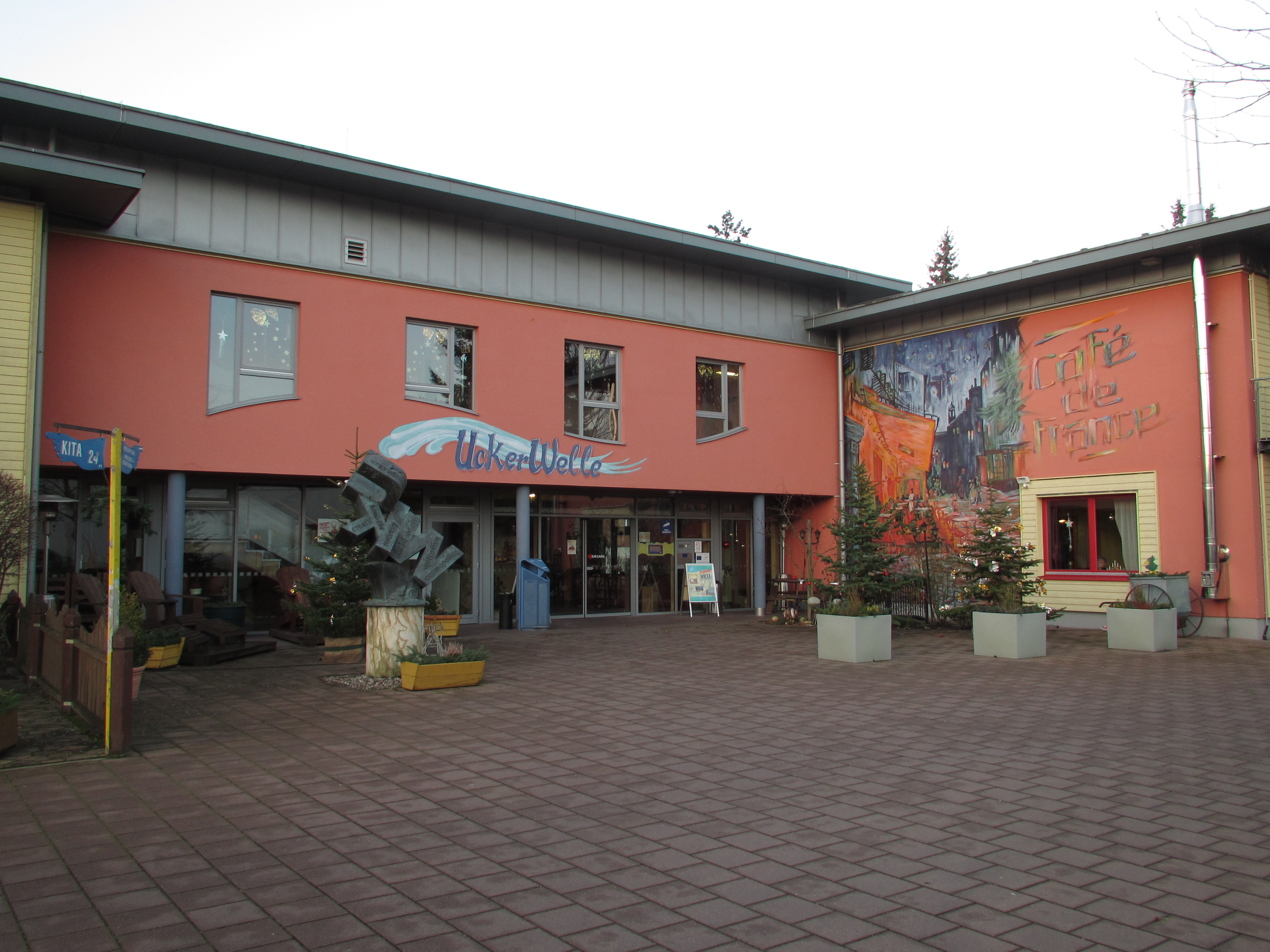
Jugendherberge Prenzlau – Europäische Begegnungsstätte UcKerWelle (UKW)

Prenzlau verfügt über etwa 30 Hotels, Pensionen und Privatzimmer sowie die DJH-Jugendherberge Prenzlau Europäische Begegnungsstätte UcKerWelle (UKW).
Außerdem besitzt Prenzlau seit 2021 einen Campingplatz. Der Campingplatz ‚‚Sonnenkap" verfügt über 160 Stellplätze für Wohnmobile oder Caravans und Platz für 30 Zelte. Außerdem gibt es Radlerhütten und Tiny Houses.
Vor den Toren Prenzlaus, 3 km südwestlich des Prenzlauer Stadtgebietes an der B109, befindet sich das Naherholungsgebiet „Kleine Heide“, ein 80 Hektar großes Mischwaldgebiet.

## Persönlichkeiten

### Ehrenbürger
- Karl Gottlieb Richter (1777–1847)
- Ulrich von Winterfeldt (1823–1908)
- Karl Friedrich August Witt (1832–1910)
- Hermann Dietrich (1856–1930)

### Söhne und Töchter der Stadt

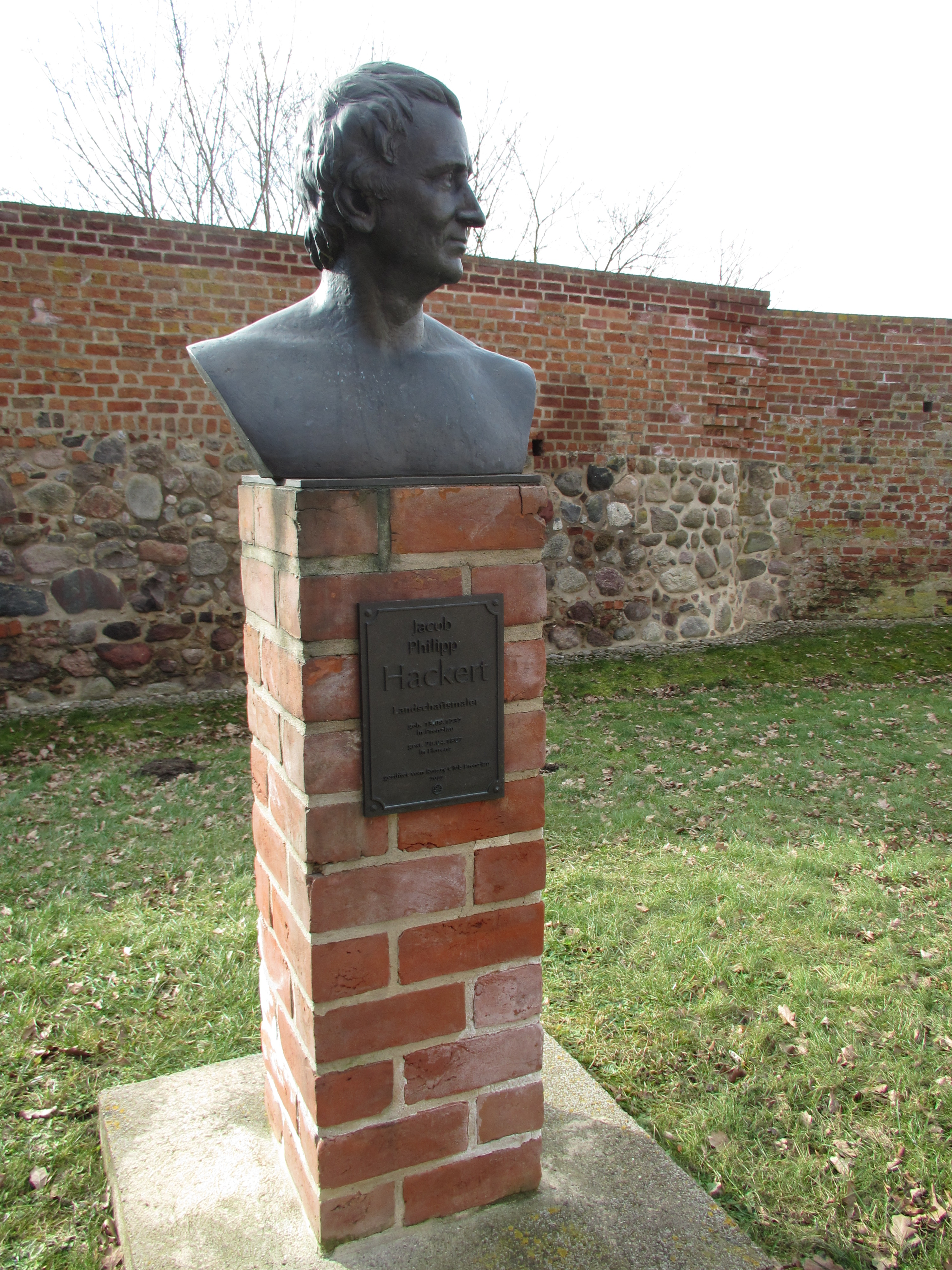
Philipp Hackert

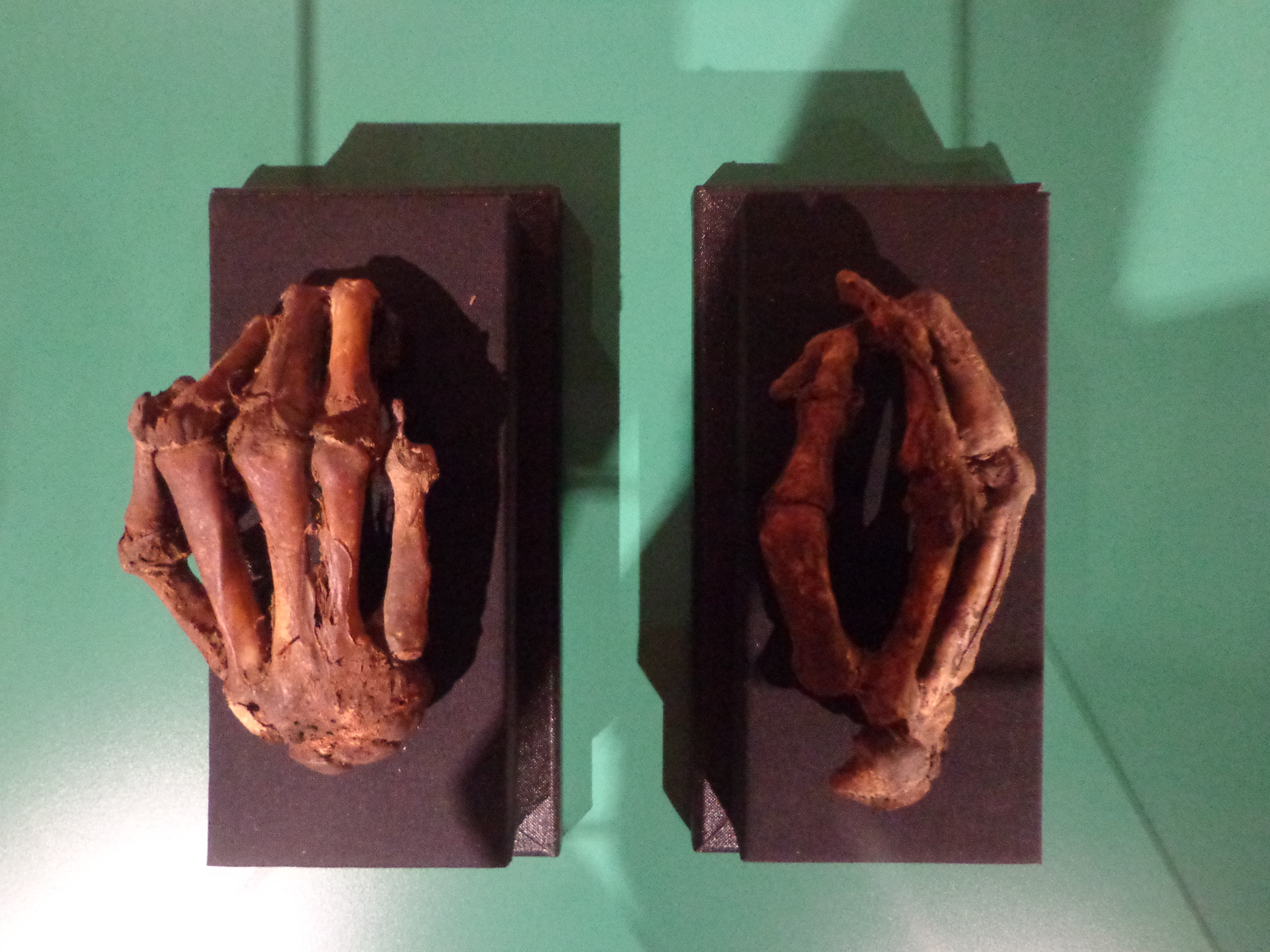
Die „Prenzlauer Schwurhände“ der Bürgermeister Belz und Grieben (15. Jahrhundert) im Kulturhistorischen Museum

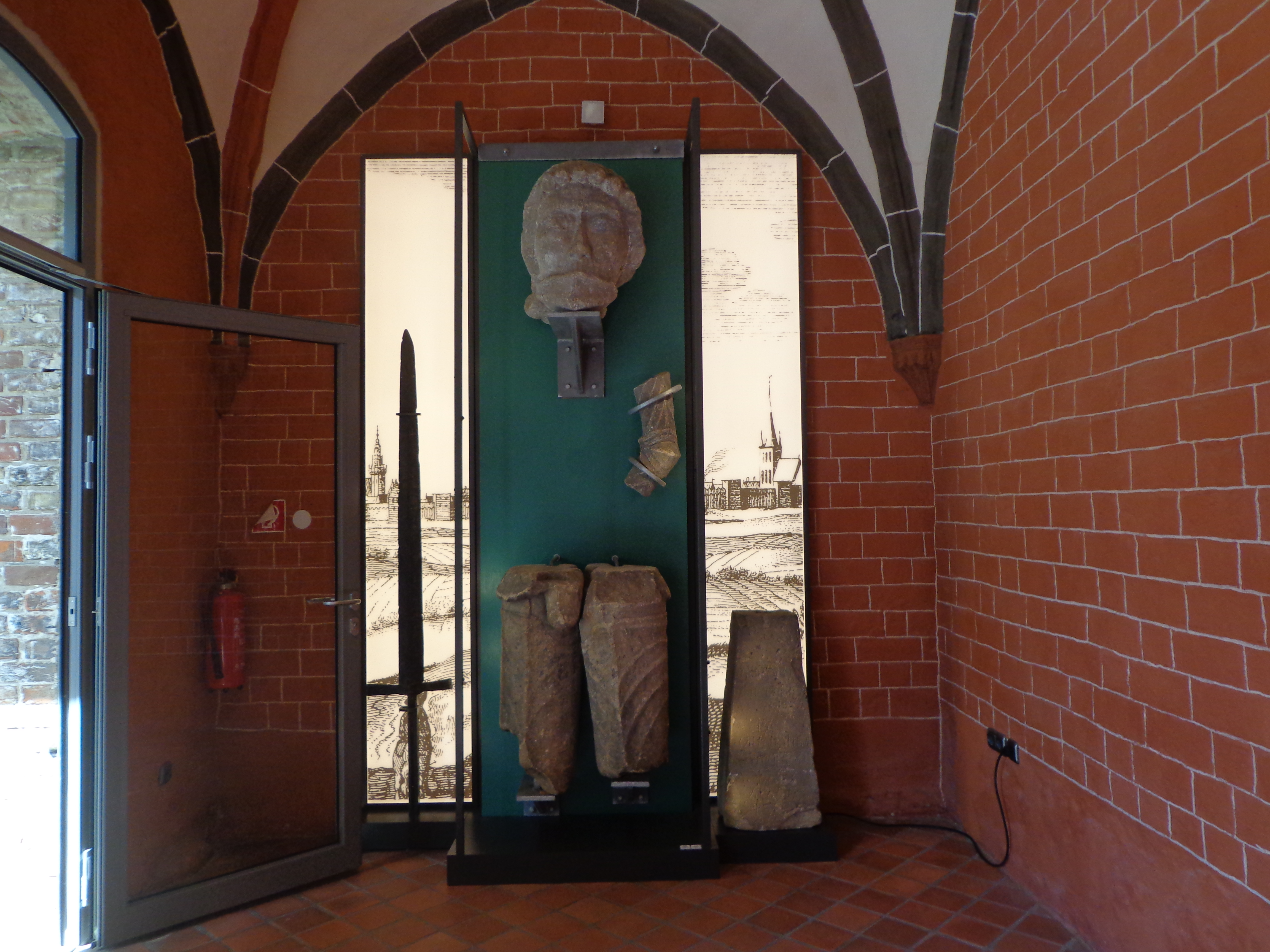
Reste des Prenzlauer Rolands im Kulturhistorischen Museum

- Lucas Hoffmeister († 1576), Schwiegersohn des brandenburgischen Kanzlers Johann Weinlob, ab 1552 Kammergerichtsrat[48]
- Nikolaus Vismar (1592–1651), lutherischer Theologe
- Christian Wilhelm Grundmann (1703–1767), preußischer Obergerichtsrat in der Uckermark
- Ernst Gotthold Struve (1714–1743), Mediziner
- Friedrich Christian Struve (1717–1780), Professor der Medizin in Kiel[49]
- Benjamin August Struve (1721–1789), Apotheker
- Christian Friedrich Schwan (1733–1815), Verleger und Buchhändler
- Ludwig Benjamin Ouvrier (1735–1792), evangelischer Theologe
- Jakob Philipp Hackert (1737–1807), Landschaftsmaler
- Paul Bassenge (1742–1812), Hofjuwelier in Paris
- George Samuel Wilhelm von Gersdorff (1744–1810), Landrat, Landesdirektor und Direktor der Ritterschaft
- Carl Heinrich von Schöning (1750–1824), Landrat
- Friederike Luise von Hessen-Darmstadt (1751–1805), Königin von Preußen
- Ludwig I. (Hessen-Darmstadt) (1753–1830), Landgraf
- Amalie von Hessen-Darmstadt (1754–1832), Ehefrau von Karl Ludwig von Baden
- Wilhelmine von Hessen-Darmstadt (1755–1776), erste Gattin des russischen Zaren Paul I.
- Philipp Ludwig Muzel (1756–1831), evangelischer Theologe, Professor an der Universität Duisburg
- Georg Friedrich Krause (1768–1836), Forstwissenschaftler
- Moritz von Bardeleben (1777–1868), preußischer General der Infanterie
- Karl Gottlieb Richter (1777–1847), Regierungspräsident in Preußen
- Ferdinand von Stülpnagel (1781–1839), Generalleutnant
- Christian Wilhelm Griebenow (1784–1865), Oberamtmann, Besitzer der Standesherrschaft Leuthen, Kolonisator und Bodenspekulant
- Johann Friedrich Malotki von Trzebiatowsky (1784–1854), Landrat
- Heinrich August Christian von Brandenstein (1787–1851), Generalmajor
- Friedrich Wilhelm Malotki von Trzebiatowski (1790–1867), Generalmajor
- Ernst Ferdinand August (1795–1870), Physiker und Meteorologe
- Moritz Rathenau (1799–1871), deutsch-jüdischer Unternehmer, Vater von Emil Rathenau
- Wilhelm von Born (1800–1876), Offizier, Rittergutsbesitzer und Politiker
- Moritz Rathenau (1800–1871), Unternehmer
- Albert von Schlippenbach (1800–1886), Dichter
- Friedrich Philipp Fournier (1801–1883), Jurist, Kommunalpolitiker und Bahnmanager
- Wilhelm Grabow (1802–1874), Politiker, Präsident des Preußischen Abgeordnetenhauses
- Wilhelm von Raven (1802–1866), Generalmajor
- Adolf Stahr (1805–1876), Schriftsteller
- Ludwig von Schlabrendorff (1808–1879), preußischer Generalmajor
- Wilhelm von Kamienski (1809–1867), Generalleutnant
- Otto Grashof (1812–1876), Maler der Düsseldorfer Schule
- Agnes von Hahn, geb. Gräfin von Schlippenbach (1812–1857), Spalierobstzüchterin
- Hermann von Klützow (1813–1902), Rittergutsbesitzer, Ober-Regierungsrat, Hauptritterschaftsdirektor und Domdechant zu Brandenburg
- Oscar Hering (1814–1884), Landschafts- und Gartenarchitekt, Hofgärtner und Gartendirektor
- Amalie Gräfin zu Solms (1820–1900), Mäzenin
- Gustav Ilse (1821–1906), Oberpfarrer, Pädagoge und Ehrenbürger von Saarbrücken
- Ernst Schering (1824–1889), Apotheker und Unternehmer
- Rudolf Schwarze (1825–1900), Gymnasialprofessor und Heimatforscher
- Julius Friedrich Holtz (1836–1911), Apotheker und Unternehmer, Geschäftspartner von Ernst Schering
- Carl Zastrow (1836–1903), Schriftsteller
- Emil Mangelsdorf (1839–1925), Politiker, siehe Liste der Ehrenbürger von Gütersloh
- Otto von Brause (1842–1918), Generalmajor
- Johannes Schmidt (1843–1901), Sprachwissenschaftler
- Albert Stimming (1846–1922), Romanist
- Franz Dibelius (1847–1924), evangelischer Theologe
- Reinhold Ludwig Herman (1849–1919), Komponist und Dirigent
- Emil Bahrfeldt (1850–1929), Numismatiker
- Julius Dörr (1850–1930), Schriftsteller
- Maximilian Mayer (1856–1939), Klassischer Archäologe
- Hans von Winterfeld (1857–1914), preußischer General der Infanterie
- Ferdinand Teetz (1860–1924), Philologe, Pädagoge, Schulleiter und Autor
- Max Gerlach (1861–1940), Agrikulturchemiker
- Alfred von Lewinski (1862–1914), Generalmajor
- Hermann Marchand (1864–1945), Jurist und Stadtentwickler
- Oscar Bluemner (1867–1938), Maler der Moderne
- Ernst Ritter von Brunner (1867–1929), Oberst
- Paul Hirsch (1868–1940), SPD-Politiker, Ministerpräsident von Preußen
- Ernst Krohn (1868–1959), Kameramann
- Paul Luther (1868–1954), evangelischer Pfarrer und Politiker (DVP), Reichstagsabgeordneter
- Emil Karow (1871–1954), evangelischer Theologe
- Arthur Tetzlaff (1871–1949), Verleger
- Gustav Mayer (1871–1948), Historiker
- Max von Schenckendorff (1875–1943), preußischer General der Infanterie
- Richard Giese (1876–1978), Ministerialbeamter in der Finanzverwaltung
- Konrad Bartelt (1880–1954), Chemiker
- Frida Born (1883–1953), Sozialarbeiterin und Mitglied des Provinziallandtages der Provinz Hessen-Nassu
- Kurt Oehlmann (1886–1948), Sanitätsoffizier
- Axel Born (1887–1935), Geologe, Geophysiker und Hochschullehrer
- Johannes Schwandt (1888–1968), deutscher Jurist und Ministerialbeamter
- Hans-Hubertus von Stosch (1889–1945), Seeoffizier
- Walter Kaßner (1894–1970), SED-Politiker
- Erich Raemisch (1896–1958), Wirtschaftsfunktionär
- Hans Felix Husadel (1897–1964), Komponist und Dirigent
- Lena Ohnesorge (1898–1987), Politikerin (GB/BHE, später CDU)
- Robert Schulz (1900–1969), Politiker (KPD, SED), Bürgermeister von Prenzlau
- Alfred Reinhold Böttcher (1903–1972), Schriftsteller
- Kurt Jaager (1904–1990), Reichsanwalt am Volksgerichtshof
- Walter Rieck (1905–1990), Wildbiologe
- Hans-Joachim Denecke (1911–1990), HNO-Arzt in Heidelberg
- Hans Unger (1915–1975), Grafikdesigner, Plakat- und Mosaikkünstler
- Franz Ehrke (1921–2021), SPD-Politiker
- Eberhard Sielmann (1923–2015), Tischtennisspieler[50]
- Otto Kaiser (1924–2017), evangelischer Theologe
- Friedrich Karl Ohnesorge (1925–2007), Mediziner
- Jürgen Hermann (1927–2018), Dirigent, Musiker und Arrangeur
- Dietrich Schulz (1932–2013), Unternehmer, Verbandspräsident und Mäzen
- Joachim Wohlgemuth (1932–1996), Schriftsteller
- Herman-Hartmut Weyel (1933–2021), SPD-Politiker, 1987–1997 Oberbürgermeister von Mainz
- Christoph Andreas Graf von Schwerin von Schwanenfeld (1933–1996), Journalist
- Christa Baufeld (* 1933), Germanistin und Philologin
- Gerhard Engel (* 1934), Historiker
- Gerhard Kegel (1934–2008), Germanist und Historiker
- Lonny Neumann (* 1934), Schriftstellerin
- Berthold Hesse (* 1934), Bürgermeister von Prenzlau 1981–1990
- Herdegen Fehlhaber (1935–2023), Maler und Grafiker
- Wolf Christian von Wedel Parlow (* 1937), Volkswirt
- Regine Mönkemeier (* 1938), Schriftstellerin
- Hans-Dieter Kreuder (* 1939), Germanist, Linguist und Hochschullehrer
- Klaus Prüsse (* 1939), Handballspieler
- Gerhild Halfmeier (1942–2020), SPD-Politikerin
- Wilfried Lorenz (* 1942), Mitglied des Bundestages (CDU)
- Siegfried Friese (* 1943), Dramaturg und Politiker (SPD), Mitglied des Landtags von Mecklenburg-Vorpommern
- Manfred Mäder (1948–1986), Todesopfer an der Berliner Mauer
- Claus Beling (* 1949), Fernsehjournalist und Redakteur
- Friedrich Wilhelm Mohr (* 1951), Herzchirurg und Hochschullehrer
- Sabine Stüber (* 1953), Politikerin (Die Linke)
- Ingrid Mierzwiak (* 1953), Volleyballspielerin
- Dieter Neuendorf (* 1953), Politiker (AfD)
- Sabine Engel (* 1954), Diskuswerferin
- Brigitte Rohde (* 1954), Leichtathletin
- Carola Zirzow (* 1954), Kanutin
- Christiane Wartenberg (* 1956), Leichtathletin
- Ruth Leiserowitz (* 1958), Historikerin
- René Bielke (* 1962), Eishockeyspieler
- Peter Schulz Leonhardt (* 1963), Zeichner, Graphiker und Illustrator
- Henry Schroeder (* 1963), Neurochirurg
- Matthias Machwerk (* 1968), Kabarettist
- Jens-Uwe Zöphel (* 1969), Fußballspieler
- Stefan Zierke (* 1970), SPD-Politiker, MdB
- Frank Schinski (* 1975), Fotograf
- Josefine Domes (* 1981), Musikerin
- Annika Pinske (* 1982), Filmregisseurin
- Hanka Mittelstädt (* 1987), SPD-Politikerin, MdL
- Laura Matzke (* 1988), Tischtennisspielerin
- Clemens Wenzel (* 1988), Ruderer
- Stephan Hampel (* 1989), Handballspieler
- Felix Teichner (* 1991), AfD-Politiker, Mitglied des Landtags (Brandenburg)
- Hannes Gnauck (* 1991), AfD-Politiker, Mitglied des Bundestags, vom Militärischen Abschirmdienst (MAD) als Extremist eingestufter Soldat

### Mit Prenzlau verbundene Persönlichkeiten
- Bernhard Kohlreif (1605–1646), Pfarrer der Nikolaikirche Prenzlau
- Johann Michael Lang (1664–1731), Pastor Primarius in Prenzlau
- Carl Friedrich Reichhelm (1748–1825), evangelischer Geistlicher
- Wilhelm Pökel (1819–1897), klassischer Philologe, in Prenzlau gestorben
- Henning von Holtzendorff (1853–1919), Großadmiral der kaiserlichen Marine, in Prenzlau gestorben
- Joachim von Winterfeldt-Menkin (1865–1945), Landrat des Landkreises Prenzlau, preußischer Oberpräsidialrat, Landesdirektor der Provinz Brandenburg
- Silvio Conti (1899–1938), 1934–1938 Landrat des Landkreises Prenzlau
- Max Lindow (1875–1950), Lehrer und niederdeutscher Heimatdichter
- Klaus Raddatz (1914–2002), Prähistoriker
- Günter Guttmann (1940–2008), 1985–1995 Fußballtrainer in Prenzlau
- Uwe Schmidt (* 1947), Politiker (SPD), seit 2014 Abgeordneter des Landtages Brandenburg
- Claus Lindner (* 1959), Bildhauer, lebt und arbeitet in Prenzlau